# Saint-Fargeau-Ponthierry
Pour les articles homonymes, voir Saint-Fargeau.
Saint-Fargeau-Ponthierry est une commune française située dans le département de Seine-et-Marne, en région Île-de-France.
En 2022, elle compte 15 117 habitants.

## Géographie

### Localisation

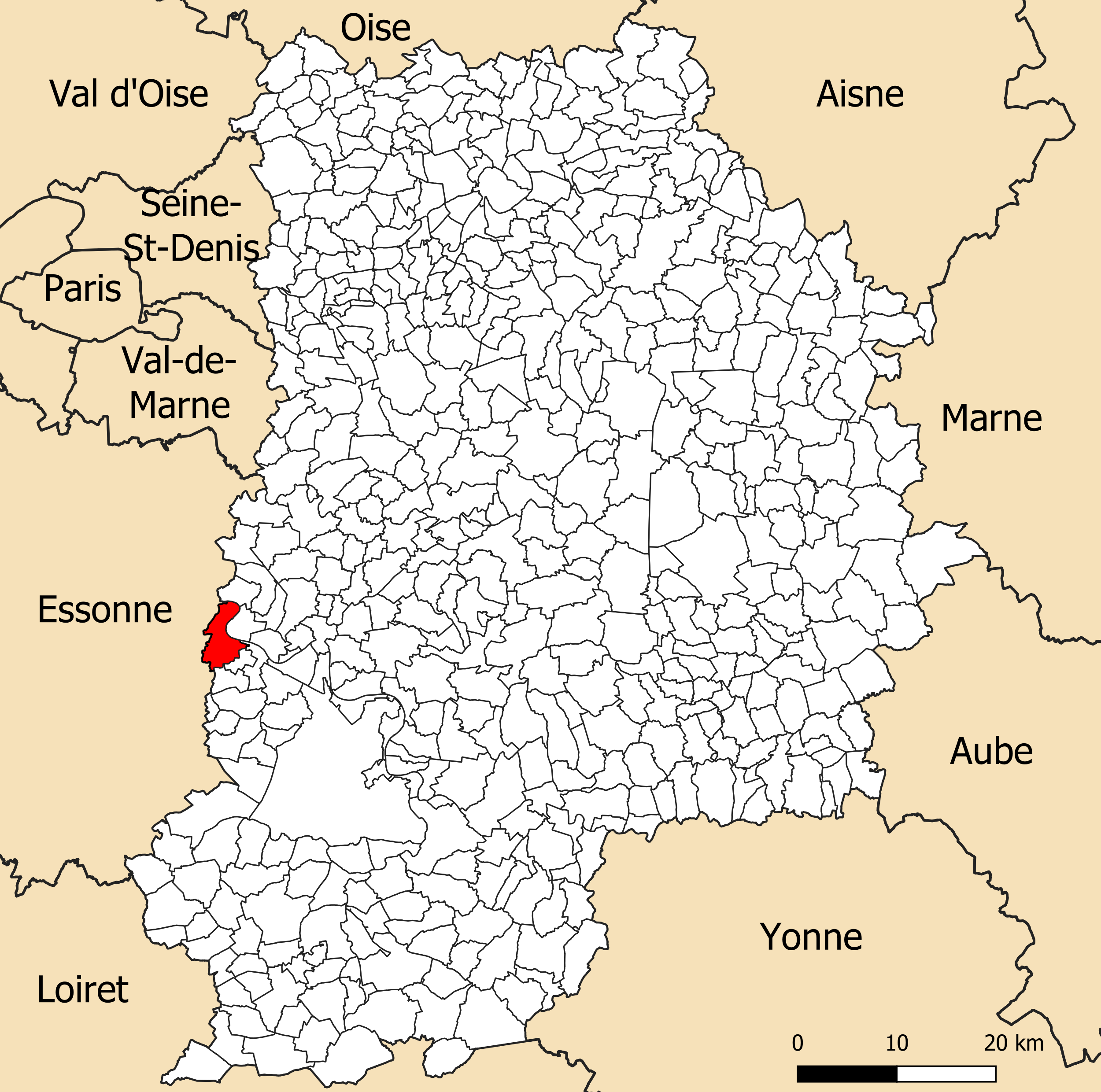
Localisation de 77407-Saint-Fargeau-Ponthierry dans le département de Seine-et-Marne.

La commune de Saint-Fargeau-Ponthierry se trouve dans le département de Seine-et-Marne, en région Île-de-France. En bordure de la Seine, la commune est située à la lisière du département de l'Essonne, et constitue une « porte d'entrée » du parc naturel régional du Gâtinais français.
Elle se situe à 11,29 km par la route de Melun, préfecture du département. La commune fait en outre partie du bassin de vie de Paris.

### Communes limitrophes
Les chefs-lieux des communes les plus proches sont : 
Pringy (1,6 km), Boissise-le-Roi (2,3 km), Seine-Port (2,7 km), Boissise-la-Bertrand (3,3 km), Auvernaux (3,8 km), Saint-Sauveur-sur-École (4,0 km), Nainville-les-Roches (4,8 km), Boissettes (4,9 km).
Les communes limitrophes sont  Auvernaux, Boissise-le-Roi, Le Coudray-Montceaux, Nainville-les-Roches, Nandy, Pringy, Saint-Sauveur-sur-École et Seine-Port.
| Le Coudray-Montceaux (Essonne) | Nandy                    | Seine-Port      |
| Auvernaux (Essonne)            | Saint-Fargeau Ponthierry | Boissise-le-Roi |
| Nainville-les-Roches (Essonne) | Saint-Sauveur-sur-École  | Pringy          |

### Géologie et relief
La commune est située à 44 mètres d'altitude au niveau de la Seine, à 85 mètres sur les hauteurs de Saint-Fargeau et à 52 mètres à Ponthierry au niveau de l'hôtel de ville.
Géologiquement intégré au bassin parisien, qui est une région géologique sédimentaire, l'ensemble des terrains affleurants de la commune sont issus de l'ère géologique Cénozoïque (des périodes géologiques s'étageant du Paléogène au Quaternaire),.

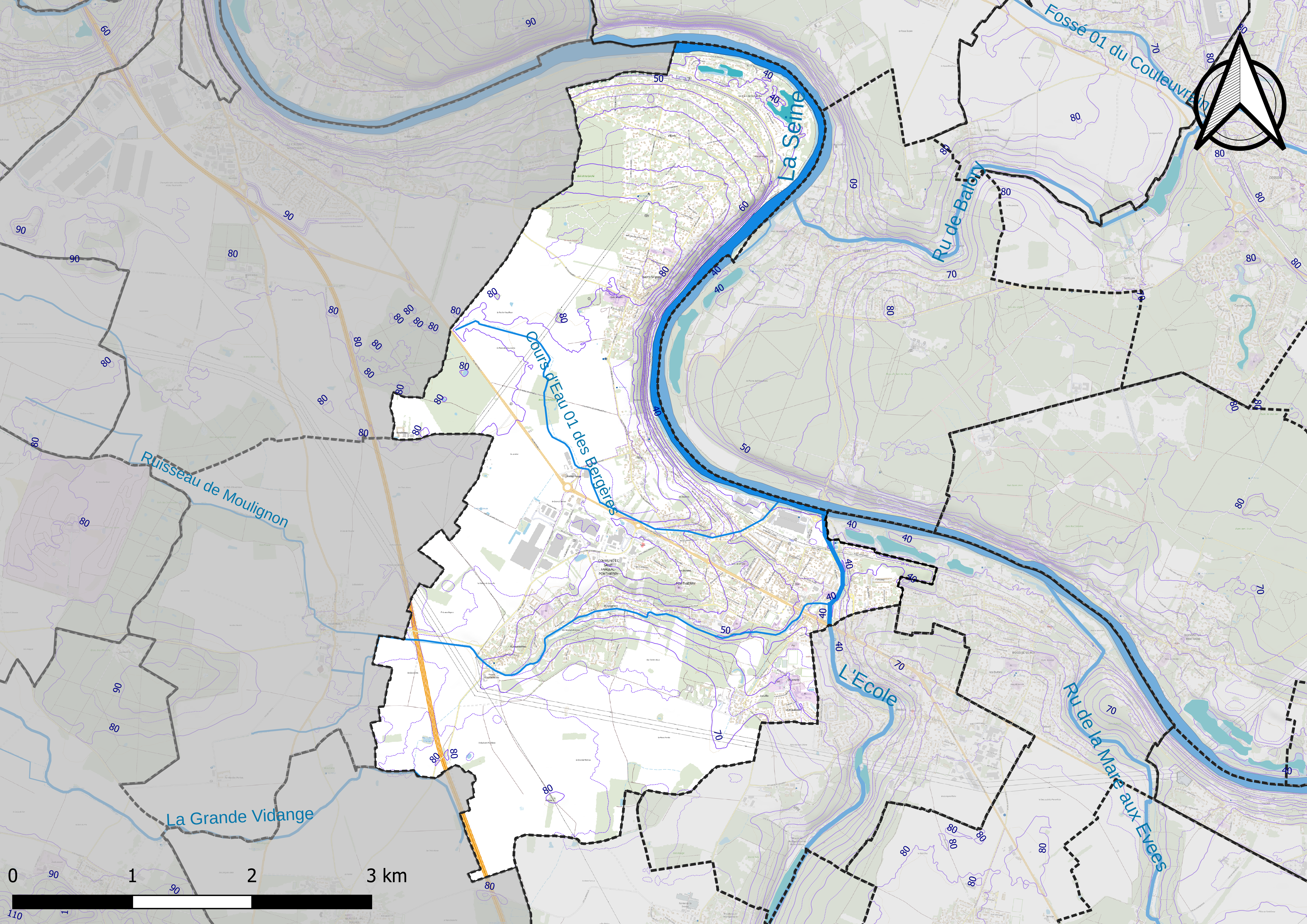
Carte du relief de Saint-Fargeau-Ponthierry.
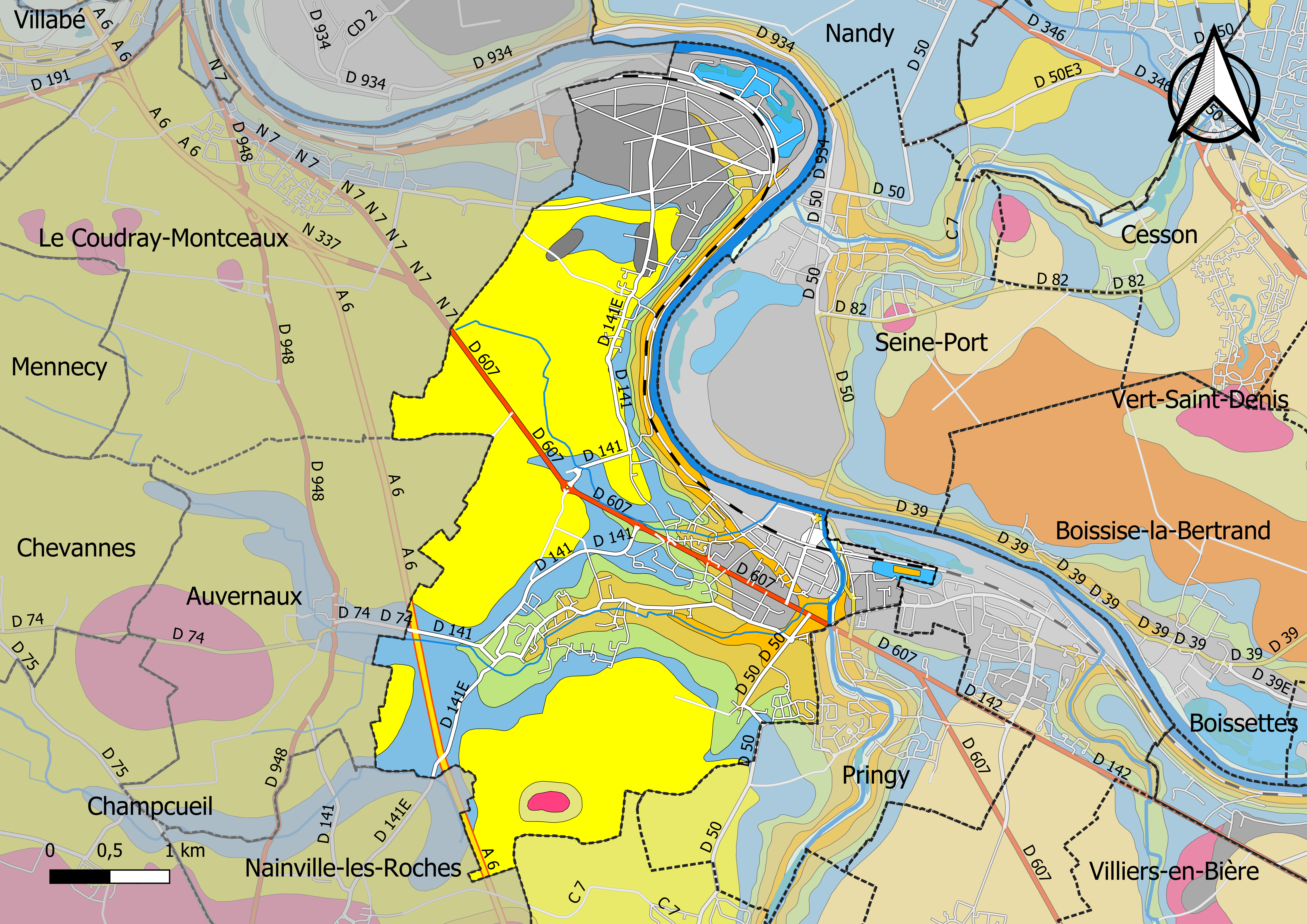
Carte géologique vectorisée et harmonisée de Saint-Fargeau-Ponthierry.

|  | X :    | Dépôts anthropiques, remblais.                                                                               |
|  | CE :   | Colluvions polygéniques éboulis.                                                                             |
|  | OE L : | Limon lœssique.                                                                                              |
|  | F :    | Exploitation de grande gravière zone située hors d'eau en 1969.                                              |
|  | Fz :   | Alluvions récentes : limons, argiles, sables, tourbes localement.                                            |
|  | Fy :   | Alluvions anciennes (basse terrasse de 0–10 m) : sables et graviers colluvions alluvions et apports éoliens. |
|  | Fx :   | Alluvions anciennes (moyenne terrasse de 10–20 m) : sables et graviers.                                      |
|  | Fw :   | Alluvions anciennes de haute terrasse (terrasse de 20–30 m) : sables et graviers.                            |
|  | Fv :   | Alluvions anciennes (terrasse de 45–55 m) : sables et graviers (= Cailloutis de Sénart).                     |

|  | g1AR : | Argile verte, Glaises à Cyrènes et/ou Marnes vertes et blanches (Argile verte de Romainville) . |
|  | g1CB : | Calcaire de Brie stampien et meulières plio-quaternaire indifférenciées.                        |
|  | g1SF : | Sables de Fontainebleau, accessoirement grès en place ou peu remanié (versant).                 |

|  | e7C :  | Calcaire de Champigny, Calcaire de Château-Landon, Marnes de Nemours.        |
|  | e7MS : | Marnes supragypseuses : Marnes blanches de Pantin Marnes bleues d'Argenteuil |

La commune est classée en zone de sismicité 1, correspondant à une sismicité très faible.

### Hydrographie

#### Réseau hydrographique

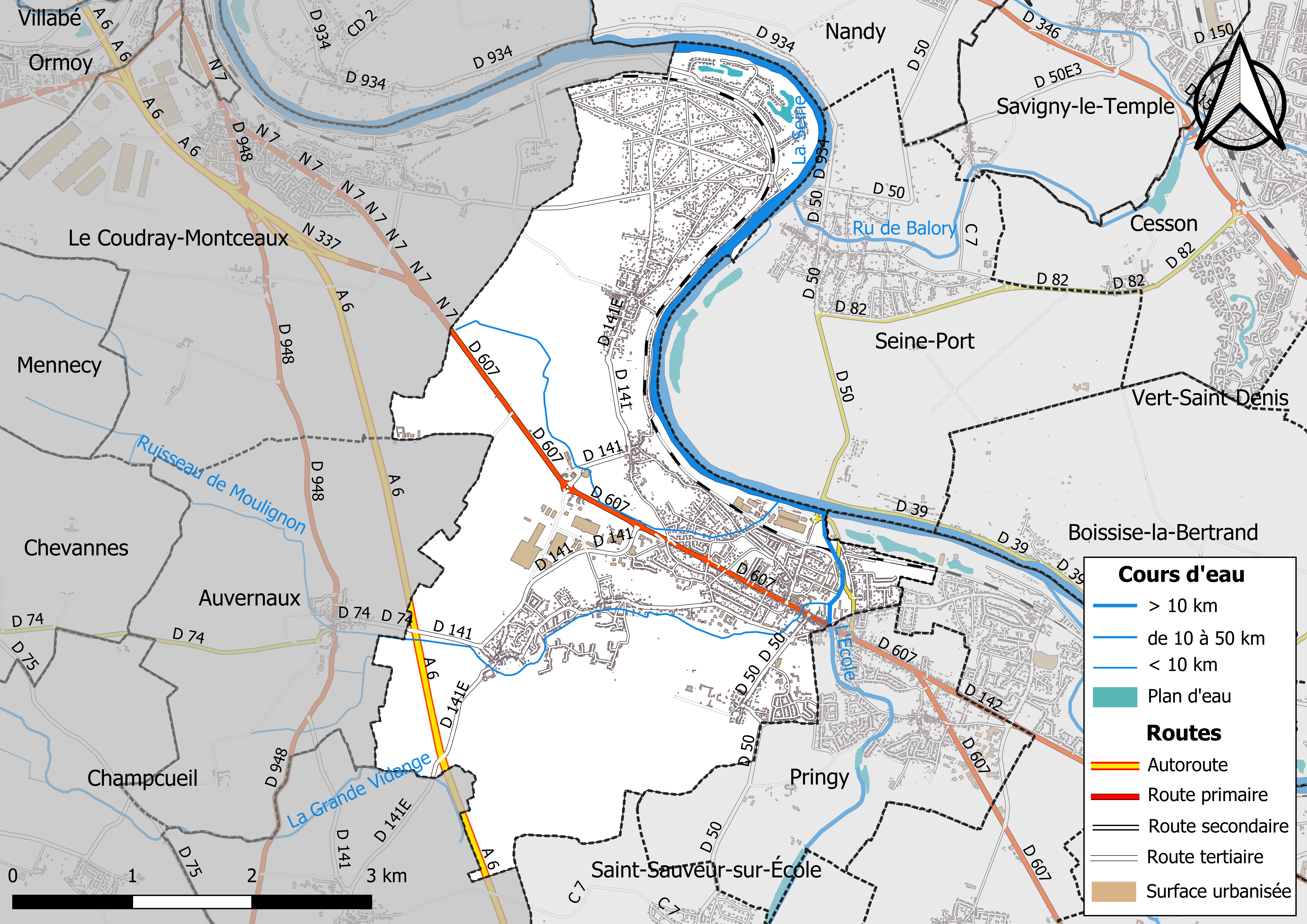
Carte des réseaux hydrographique et routier de Saint-Fargeau-Ponthierry.

Le réseau hydrographique de la commune se compose de six cours d'eau référencés :
- la Seine, fleuve long de 774,76 km[7]. Sa rive gauche marque, sur une longueur de 4,331 km, les limites nord et est du territoire de la commune ;
  - un bras de la Seine de 0,70 km[8] ;
  - l’École, longue de 26,73 km[9], son affluent. Elle se jette dans la Seine au niveau du pont du Maréchal-Juin après avoir traversé la commune dans sa partie Est sur un parcours de 1,076 km[Note 3] ;
    - le ruisseau de Moulignon, 8,68 km[10], affluent de l’École ;

  - le cours d'eau 01 des Bergères, 4,11 km[11], affluent de la Seine ;
- la Grande Vidange, 6,62[12], borde la commune au sud-ouest.

La longueur totale des cours d'eau sur la commune est de 13,99 km.
Le ru de Balory conflue avec la Seine sur le territoire de Seine-Port et ne traverse pas la commune de Saint-Fargeau-Ponthierry.

Sélection de vues de différents cours d'eau de la commune.
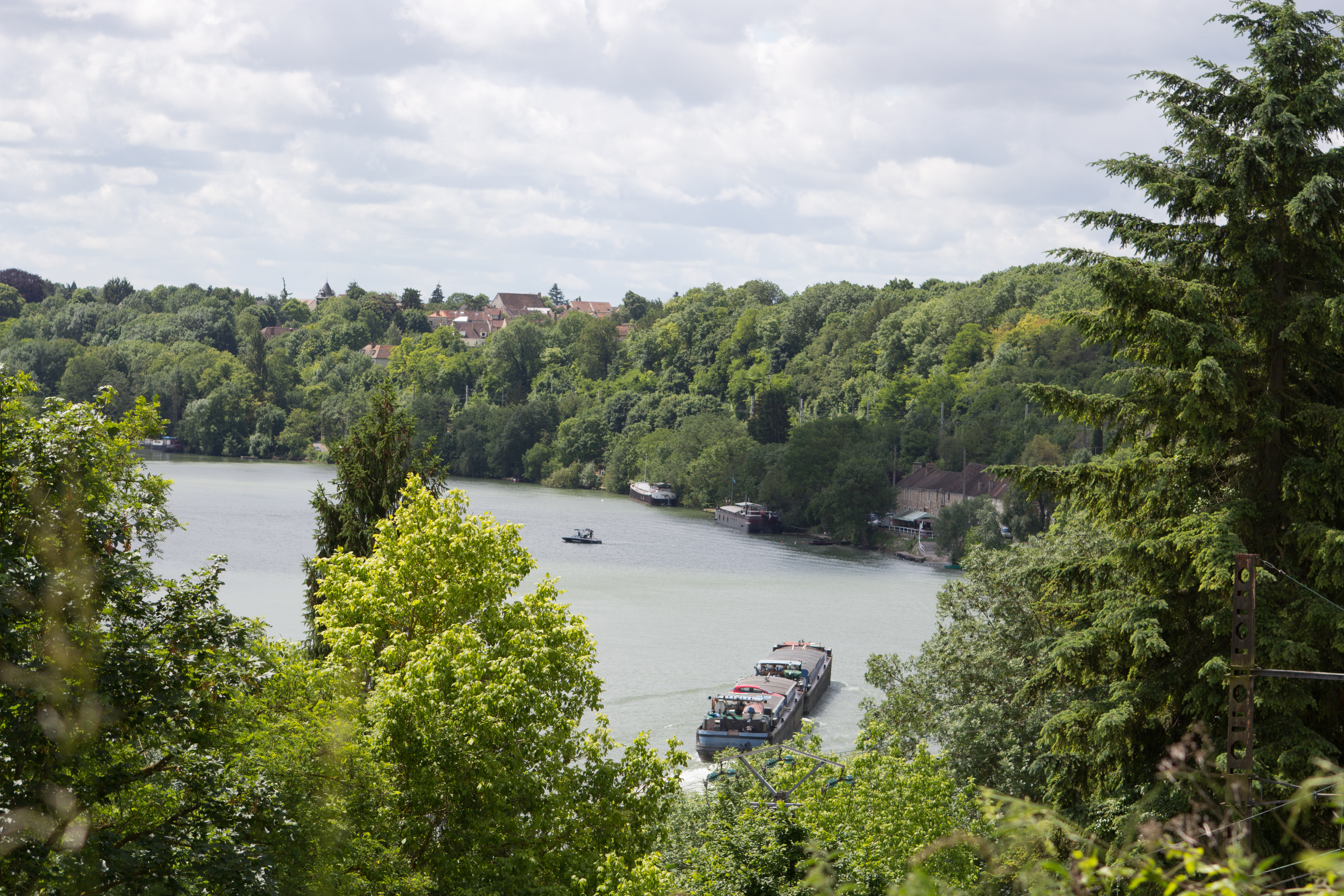
La Seine vue depuis les hauteurs de Saint-Fargeau en direction du sud.
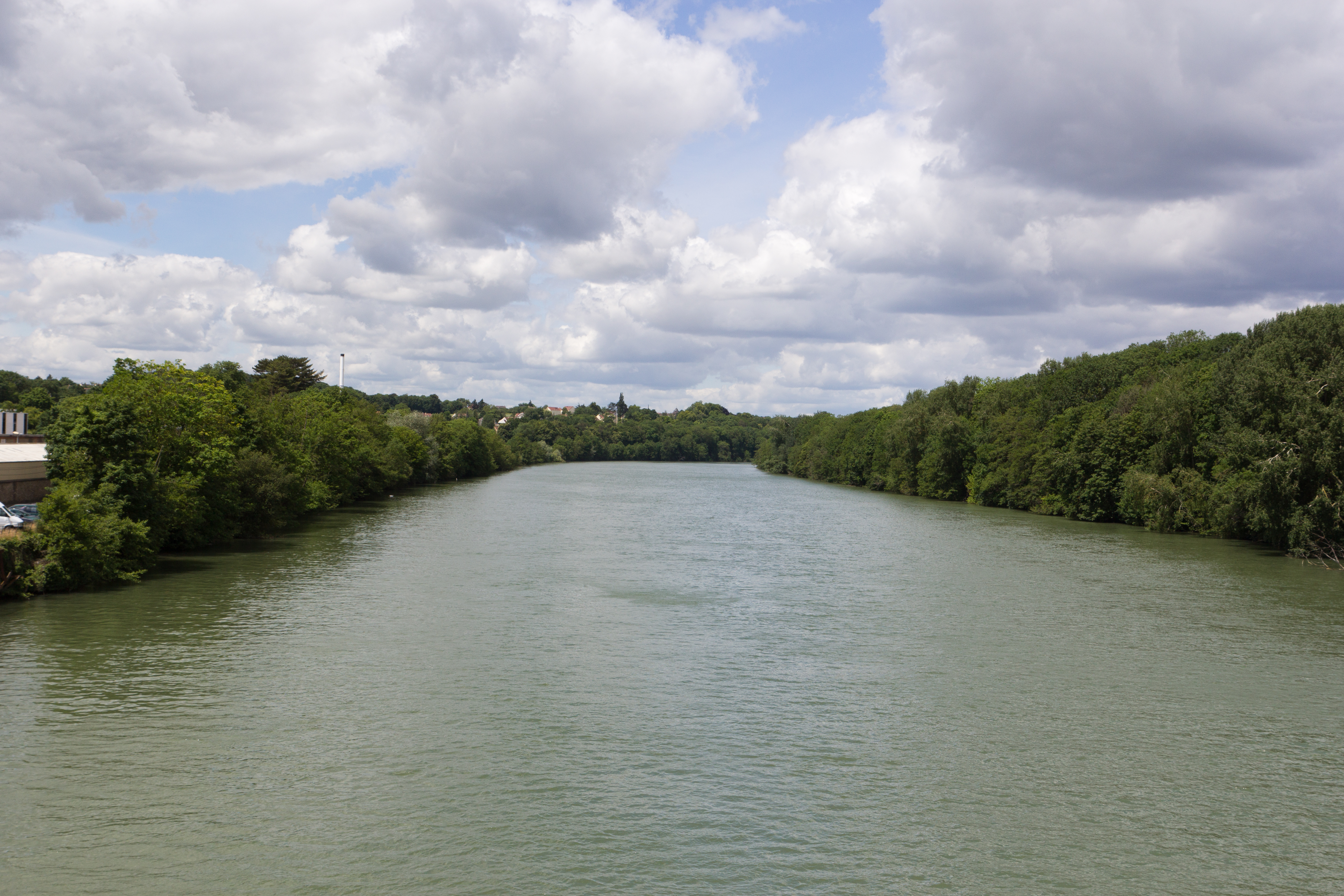
La Seine vue depuis le pont du Maréchal-Juin en direction du nord.
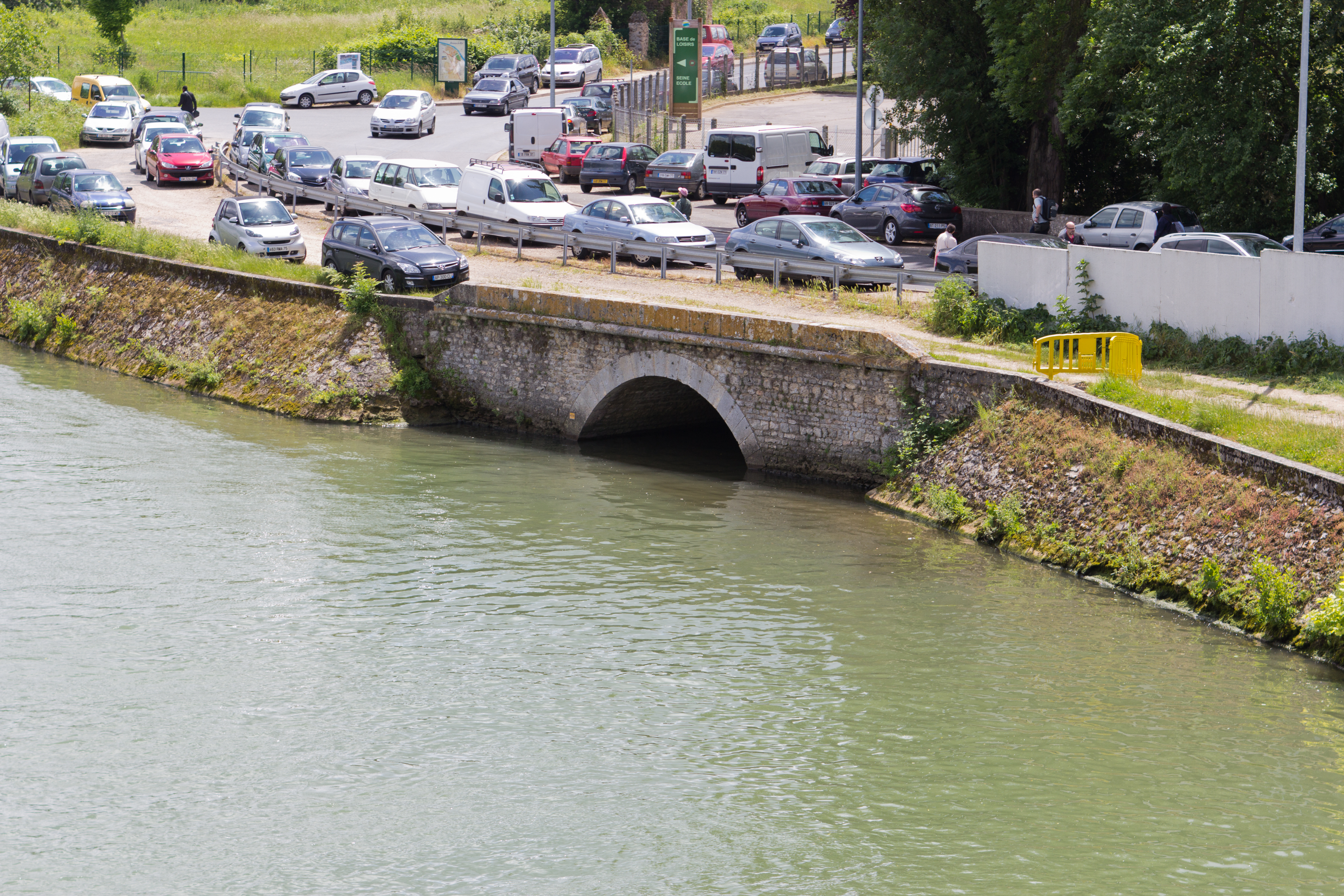
Le point de confluence de la rivière École dans la Seine vue depuis le pont du Maréchal-Juin.

#### Gestion des cours d'eau
Afin d’atteindre le bon état des eaux imposé par la Directive-cadre sur l'eau du 23 octobre 2000, plusieurs outils de gestion intégrée s’articulent à différentes échelles : le SDAGE, à l’échelle du bassin hydrographique, et le SAGE, à l’échelle locale. Ce dernier fixe les objectifs généraux d’utilisation, de mise en valeur et de protection quantitative et qualitative des ressources en eau superficielle et souterraine. Le département de Seine-et-Marne est couvert par six SAGE, au sein du bassin Seine-Normandie.
La commune fait partie du SAGE « Nappe de Beauce et milieux aquatiques associés », approuvé le 11 juin 2013. Le territoire de ce SAGE couvre deux régions, six départements et compte 681 communes, pour une superficie de 9 722 km2. Le pilotage et l’animation du SAGE sont assurés par le Syndicat mixte du pays Beauce Gâtinais en Pithiverais, qualifié de « structure porteuse ».

### Climat
Pour des articles plus généraux, voir Climat de l'Île-de-France et Climat de Seine-et-Marne.
En 2010, le climat de la commune est de type climat océanique dégradé des plaines du Centre et du Nord, selon une étude du CNRS s'appuyant sur une série de données couvrant la période 1971-2000. En 2020, Météo-France publie une typologie des climats de la France métropolitaine dans laquelle la commune est exposée à un climat océanique altéré et est dans la région climatique Sud-ouest du bassin Parisien, caractérisée par une faible pluviométrie, notamment au printemps (120 à 150 mm) et un hiver froid (3,5 °C).
Pour la période 1971-2000, la température annuelle moyenne est de 11,5 °C, avec une amplitude thermique annuelle de 15,6 °C. Le cumul annuel moyen de précipitations est de 676 mm, avec 10,7 jours de précipitations en janvier et 7,3 jours en juillet. Pour la période 1991-2020, la température moyenne annuelle observée sur la station météorologique la plus proche, située sur la commune de Seine-Port à 3 km à vol d'oiseau, est de 11,3 °C et le cumul annuel moyen de précipitations est de 673,1 mm,. Pour l'avenir, les paramètres climatiques de la commune estimés pour 2050 selon différents scénarios d'émission de gaz à effet de serre sont consultables sur un site dédié publié par Météo-France en novembre 2022.
| Mois                                  | jan.           | fév.             | mars          | avril           | mai             | juin          | jui.            | août           | sep.            | oct.            | nov.           | déc.             | année     |
| ------------------------------------- | -------------- | ---------------- | ------------- | --------------- | --------------- | ------------- | --------------- | -------------- | --------------- | --------------- | -------------- | ---------------- | --------- |
| Température minimale moyenne (°C)     | 1              | 0,5              | 2,5           | 4,5             | 8,2             | 11            | 13,1            | 12,7           | 9,5             | 7               | 3,7            | 1,3              | 6,3       |
| Température moyenne (°C)              | 4              | 4,5              | 7,6           | 10,5            | 14,3            | 17,3          | 19,5            | 19,3           | 15,6            | 11,8            | 7,2            | 4,2              | 11,3      |
| Température maximale moyenne (°C)     | 7              | 8,5              | 12,8          | 16,4            | 20,3            | 23,6          | 25,9            | 25,8           | 21,6            | 16,5            | 10,7           | 7,1              | 16,4      |
| Record de froid (°C) date du record   | −20 17.01.1985 | −17,3 14.02.1956 | −12 01.03.05  | −7 04.04.1973   | −2 08.05.1997   | 1 04.06.01    | 3,4 08.07.1954  | 1,9 28.08.1974 | −1,7 17.09.1971 | −5,5 29.10.1997 | −11 24.11.1998 | −15,1 29.12.1964 | −20 1985  |
| Record de chaleur (°C) date du record | 17 13.01.1998  | 21,5 24.02.1990  | 27 25.03.1955 | 30,2 29.04.1955 | 33,6 28.05.1954 | 37,5 27.06.11 | 40,4 01.07.1952 | 40,5 12.08.03  | 34,2 16.09.1961 | 30,5 01.10.1985 | 23 01.11.14    | 18 04.12.1953    | 40,5 2003 |
| Précipitations (mm)                   | 52,3           | 46,9             | 48,4          | 50,9            | 63,7            | 60,1          | 54,6            | 53,4           | 52,3            | 60,9            | 60,3           | 69,3             | 673,1     |

### Milieux naturels et biodiversité

#### Espaces protégés
La protection réglementaire est le mode d’intervention le plus fort pour préserver des espaces naturels remarquables et leur biodiversité associée,.
Dans ce cadre, la commune fait partie d'un espace protégé, le Parc naturel régional du Gâtinais français, créé en 1999 et d'une superficie de 75 567 ha. D’une grande richesse en termes d’habitats naturels, de flore et de faune, il est un maillon essentiel de l’Arc sud-francilien des continuités écologiques (notamment pour les espaces naturels ouverts et la circulation de la grande faune),.
Un autre espace protégé est présent sur la commune : 
- la zone de transition de la réserve de biosphère « Fontainebleau et Gâtinais », créée en 1998 et d'une superficie totale de 150 544 ha (95 595 ha pour la zone de transition). Cette réserve de biosphère, d'une grande biodiversité, comprend trois grands ensembles : une grande moitié ouest à dominante agricole, l’emblématique forêt de Fontainebleau au centre, et le Val de Seine à l’est. La structure de coordination est l'Association de la Réserve de biosphère de Fontainebleau et du Gâtinais, qui comprend un conseil scientifique et un Conseil Éducation, unique parmi les Réserves de biosphère françaises[27],[28].

#### Zones naturelles d'intérêt écologique, faunistique et floristique

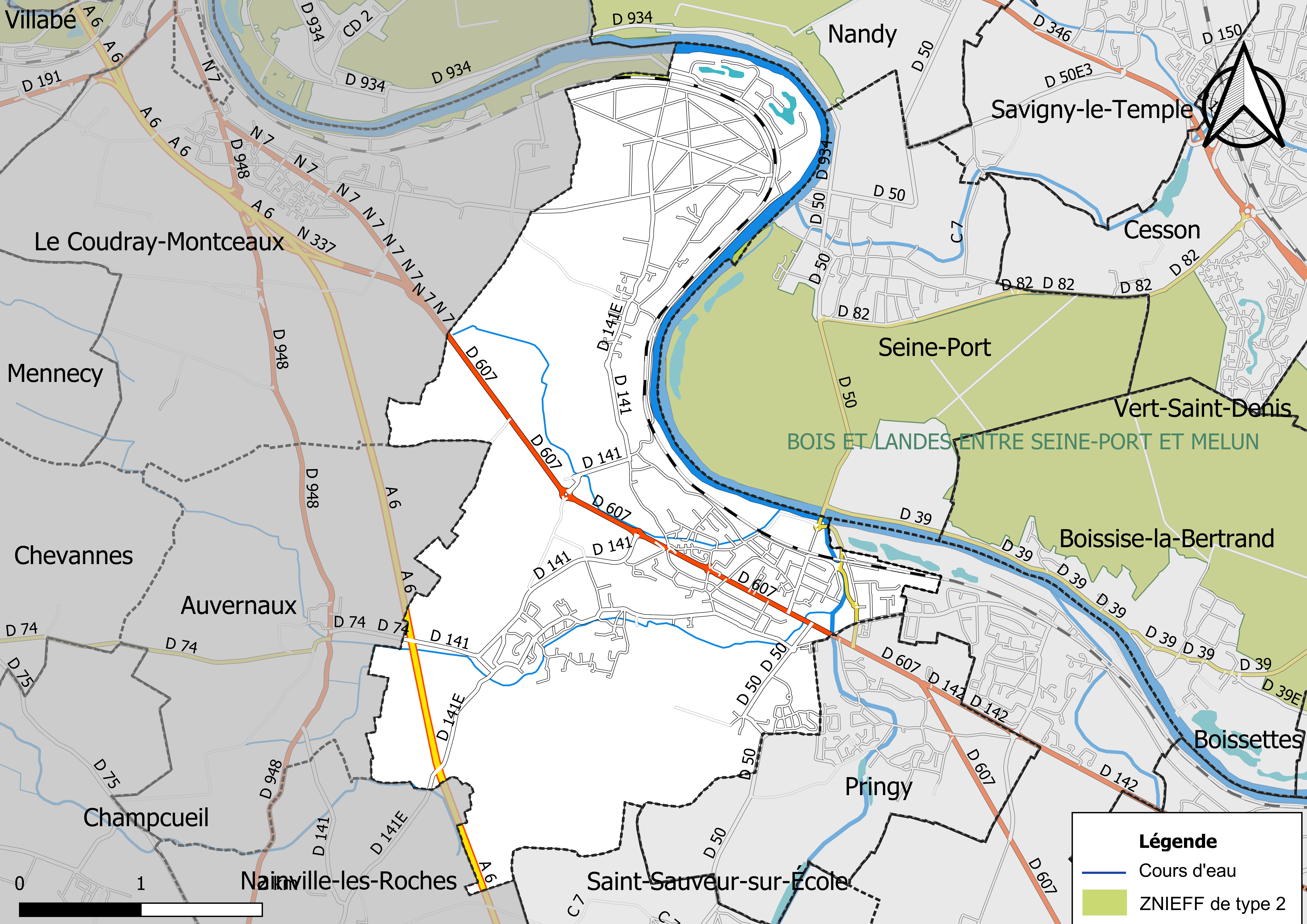
Carte des ZNIEFF de type 2 localisées sur la commune.

L’inventaire des zones naturelles d'intérêt écologique, faunistique et floristique (ZNIEFF) a pour objectif de réaliser une couverture des zones les plus intéressantes sur le plan écologique, essentiellement dans la perspective d’améliorer la connaissance du patrimoine naturel national et de fournir aux différents décideurs un outil d’aide à la prise en compte de l’environnement dans l’aménagement du territoire.
Le territoire communal de Saint-Fargeau-Ponthierry comprend une ZNIEFF de type 2,,, 
la « vallée de Seine de Saint-Fargeau à Villeneuve-Saint-Georges » (1 603,84 ha), couvrant 21 communes dont 2 en Seine-et-Marne, 16 dans l'Essonne et 3 dans le Val-de-Marne.

## Urbanisme

### Typologie
Au 1er janvier 2024, Saint-Fargeau-Ponthierry est catégorisée petite ville, selon la nouvelle grille communale de densité à sept niveaux définie par l'Insee en 2022.
Elle appartient à l'unité urbaine de Paris, une agglomération inter-départementale regroupant 407  communes, dont elle est une commune de la banlieue,,. Par ailleurs la commune fait partie de l'aire d'attraction de Paris, dont elle est une commune de la couronne,. Cette aire regroupe 1 929 communes,.

### Occupation des sols
L'occupation des sols de la commune, telle qu'elle ressort de la base de données européenne d’occupation biophysique des sols Corine Land Cover (CLC), est marquée par l'importance des territoires artificialisés (46 % en 2018), en augmentation par rapport à 1990 (42,8 %). La répartition détaillée en 2018 est la suivante : 
terres arables (44,95 %), 
zones urbanisées (35,40 %), 
zones industrielles ou commerciales et réseaux de communication (6,74 %), 
forêts (6,53 %), 
espaces verts artificialisés, non agricoles (3,90 %), 
eaux continentales (2,47 %).
| Type d’occupation | 1990      | 1990    | 2018      | 2018    | Bilan     |
| --- | --------- | ------- | --------- | ------- | --------- |
| Territoires artificialisés (zones urbanisées, zones industrielles ou commerciales et réseaux de communication, mines, décharges et chantiers, espaces verts artificialisés ou non agricoles) | 710,66 ha | 42,83 % | 763,96 ha | 46,05 % | 53,30 ha  |
| Territoires agricoles (terres arables, cultures permanentes, prairies, zones agricoles hétérogènes)                                                                                          | 799,11 ha | 48,16 % | 745,81 ha | 44,95 % | −53,30 ha |
| Forêts et milieux semi-naturels (forêts, milieux à végétation arbustive et/ou herbacée, espaces ouverts sans ou avec peu de végétation)                                                      | 108,38 ha | 6,53 %  | 108,38 ha | 6,53 %  | 0 ha      |
| Surfaces en eau (eaux continentales, eaux maritimes) | 40,99 ha  | 2,47 %  | 40,99 ha  | 2,47 %  | 0 ha      |

Parallèlement, L'Institut Paris Région, agence d'urbanisme de la région Île-de-France, a mis en place un inventaire numérique de l'occupation du sol de l'Île-de-France, dénommé le MOS (Mode d'occupation du sol), actualisé régulièrement depuis sa première édition en 1982. Réalisé à partir de photos aériennes, le Mos distingue les espaces naturels, agricoles et forestiers mais aussi les espaces urbains (habitat, infrastructures, équipements, activités économiques, etc.) selon une classification pouvant aller jusqu'à 81 postes, différente de celle de Corine Land Cover,,. L'Institut met également à disposition des outils permettant de visualiser par photo aérienne l'évolution de l'occupation des sols de la commune entre 1949 et 2018.

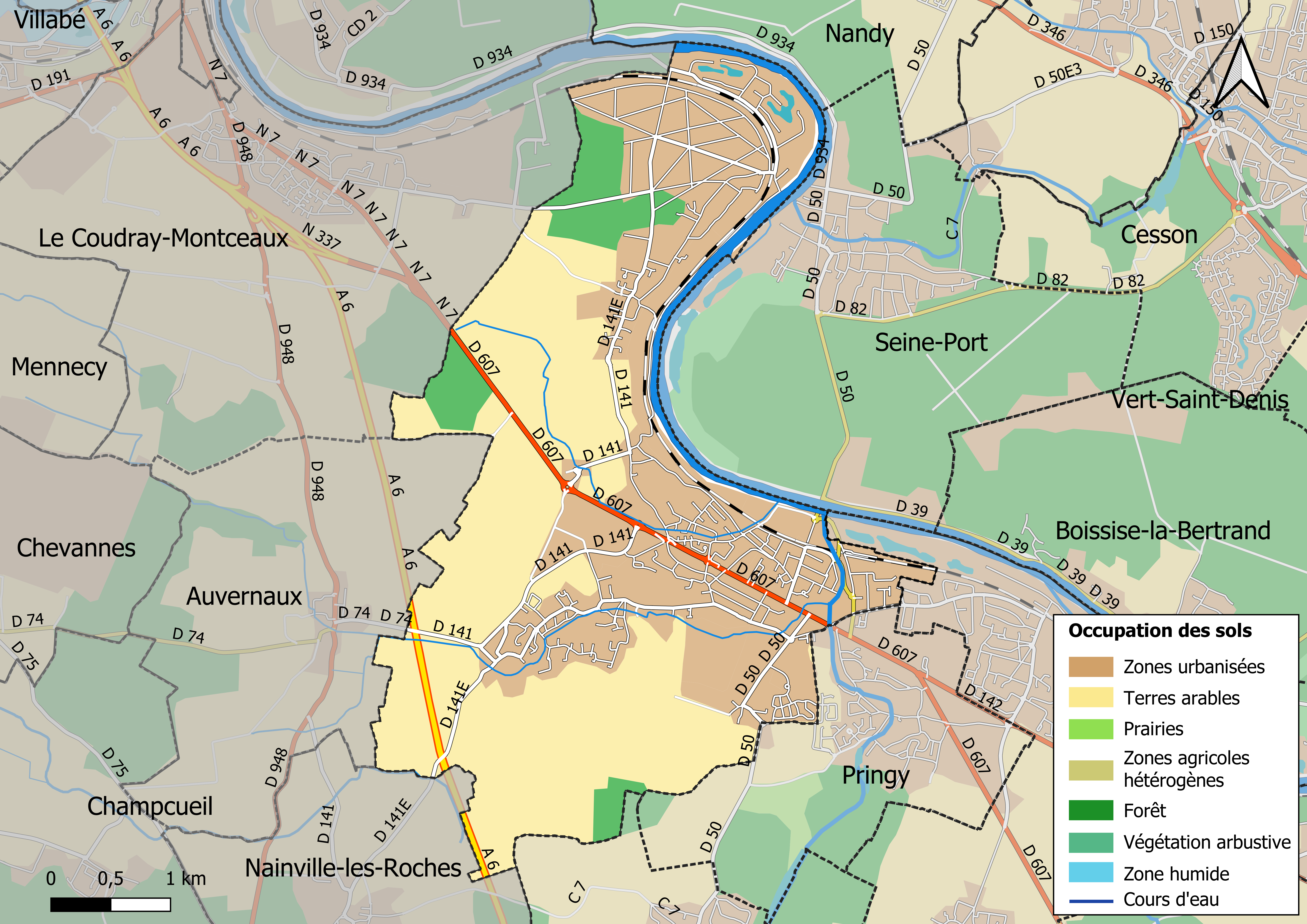
Carte des infrastructures et de l'occupation des sols en 2018 (CLC) de la commune.
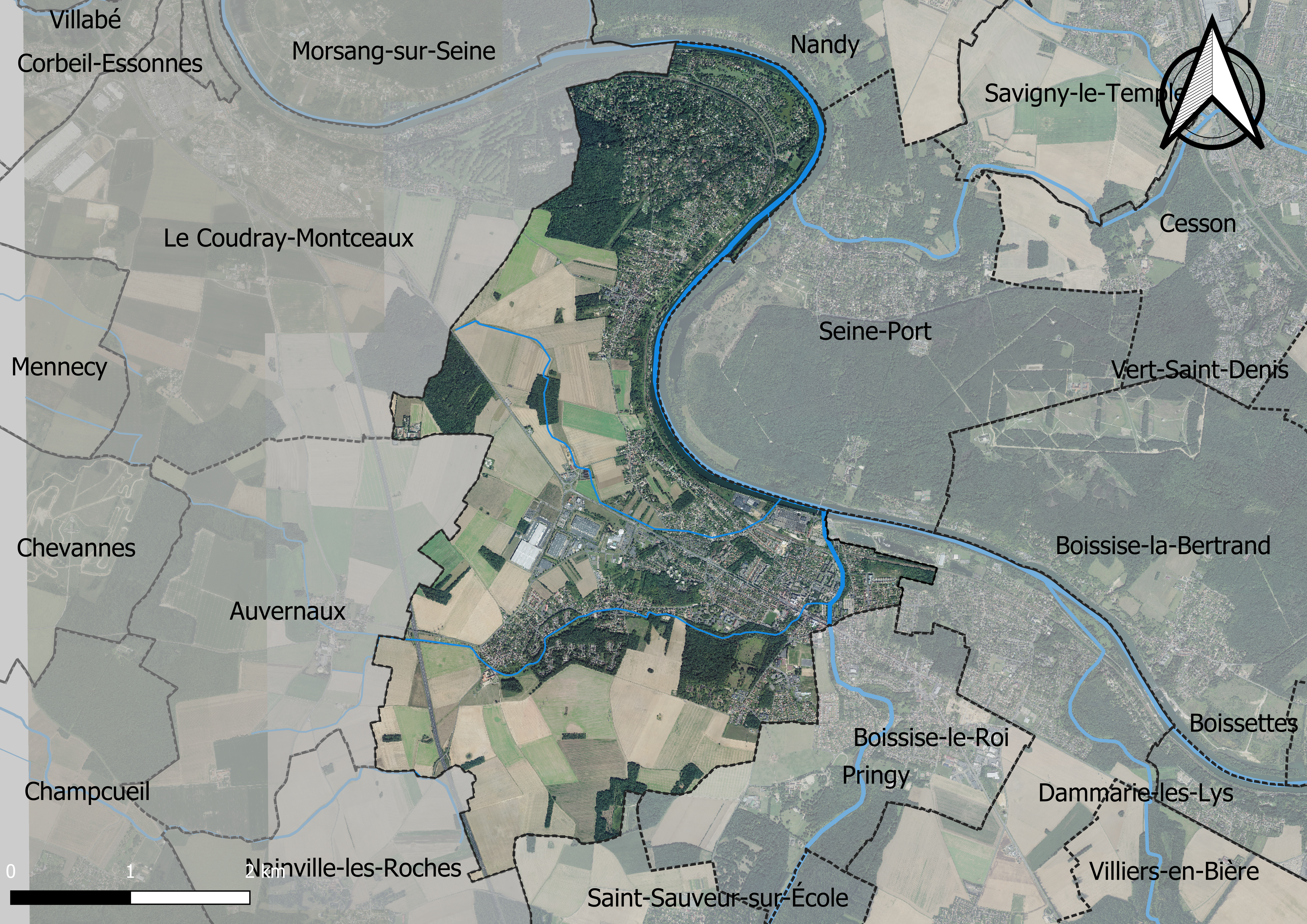
Carte orhophotogrammétrique de la commune.

### Planification
La loi SRU du 13 décembre 2000 a incité les communes à se regrouper au sein d’un établissement public, pour déterminer les partis d’aménagement de l’espace au sein d’un SCoT, un document d’orientation stratégique des politiques publiques à une grande échelle et à un horizon de 20 ans et s'imposant aux documents d'urbanisme locaux, les PLU (Plan local d'urbanisme). La commune est dans le territoire du SCOT Région melunaise, dont l'élaboration a été engagée de 2013 à 2015, puis poursuivie à partir de 2017 sur un périmètre différent et porté par la communauté d'agglomération Melun Val de Seine.
La commune disposait en 2019 d'un plan local d'urbanisme approuvé. Un plan local d'urbanisme intercommunal couvrant le territoire de la communauté de communes des Deux Morin, prescrit le 28 juin 2018, était en élaboration,. Le zonage réglementaire et le règlement associé peuvent être consultés sur le Géoportail de l'urbanisme.

### Lieux-dits et écarts

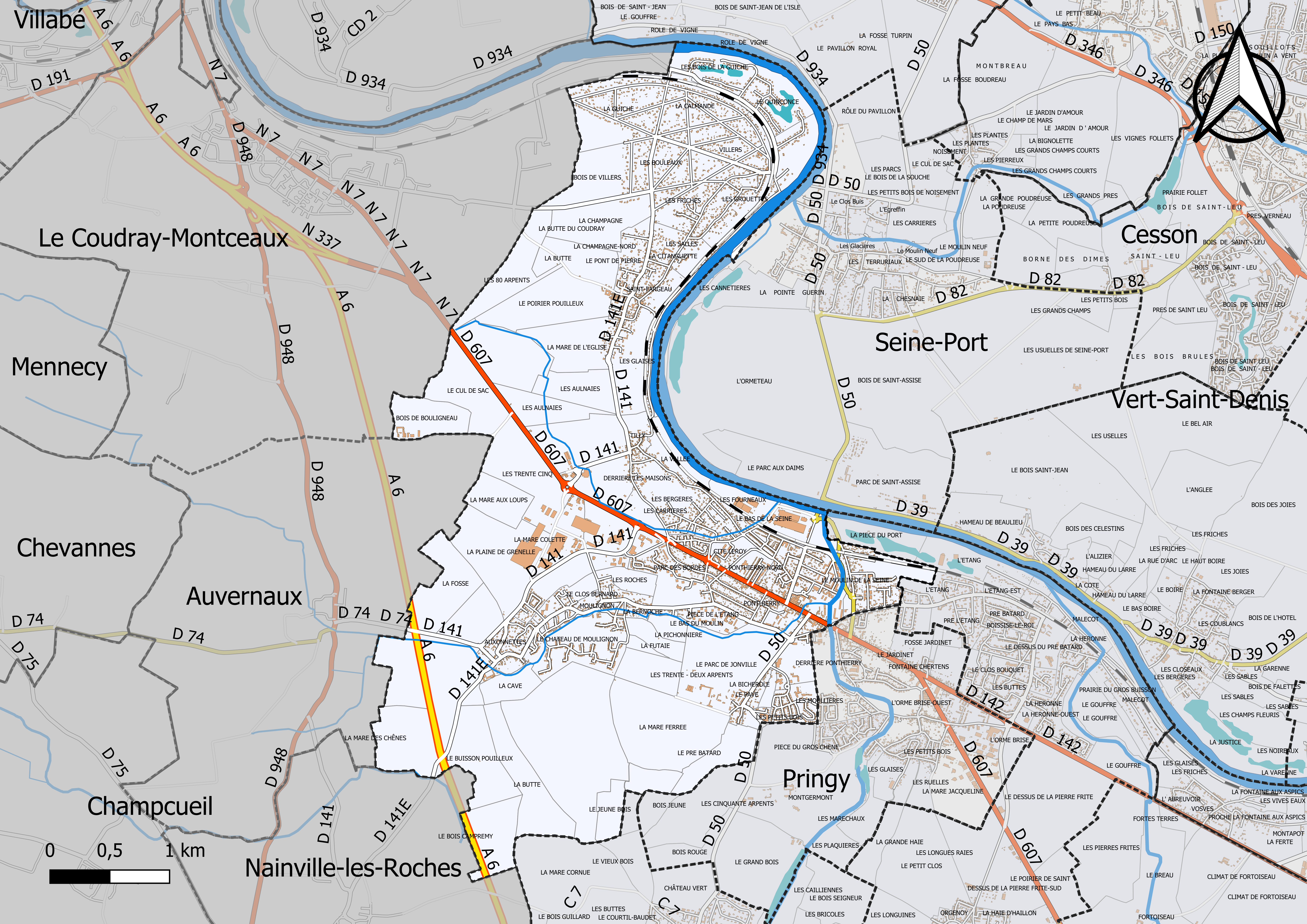
Carte du cadastre de la commune de Saint-Fargeau-Ponthierry.

La commune compte 80 lieux-dits administratifs répertoriés consultables ici.
Outre la localité et le village de Saint Fargeau, la commune regroupe plusieurs hameaux : Auxonnettes, Moulignon, Tilly (où se trouvait autrefois la mairie de la commune), Jonville, et Ponthierry.

### Logement
En 2016, le nombre total de logements dans la commune était de 6 380 dont 56,9 % de maisons et 41 % d'appartements.
Parmi ces logements, 93,4 % étaient des résidences principales, 2,4 % des résidences secondaires et 4,3 % des logements vacants.
La part des ménages fiscaux propriétaires de leur résidence principale s'élevait t à 64,3 % contre 34,1 % de locataires dont, 17,6 % de logements HLM loués vides (logements sociaux) et, 1,6 % logés gratuitement.

Sélection de vues de différents types d'habitations à Saint-Fargeau-Ponthierry.
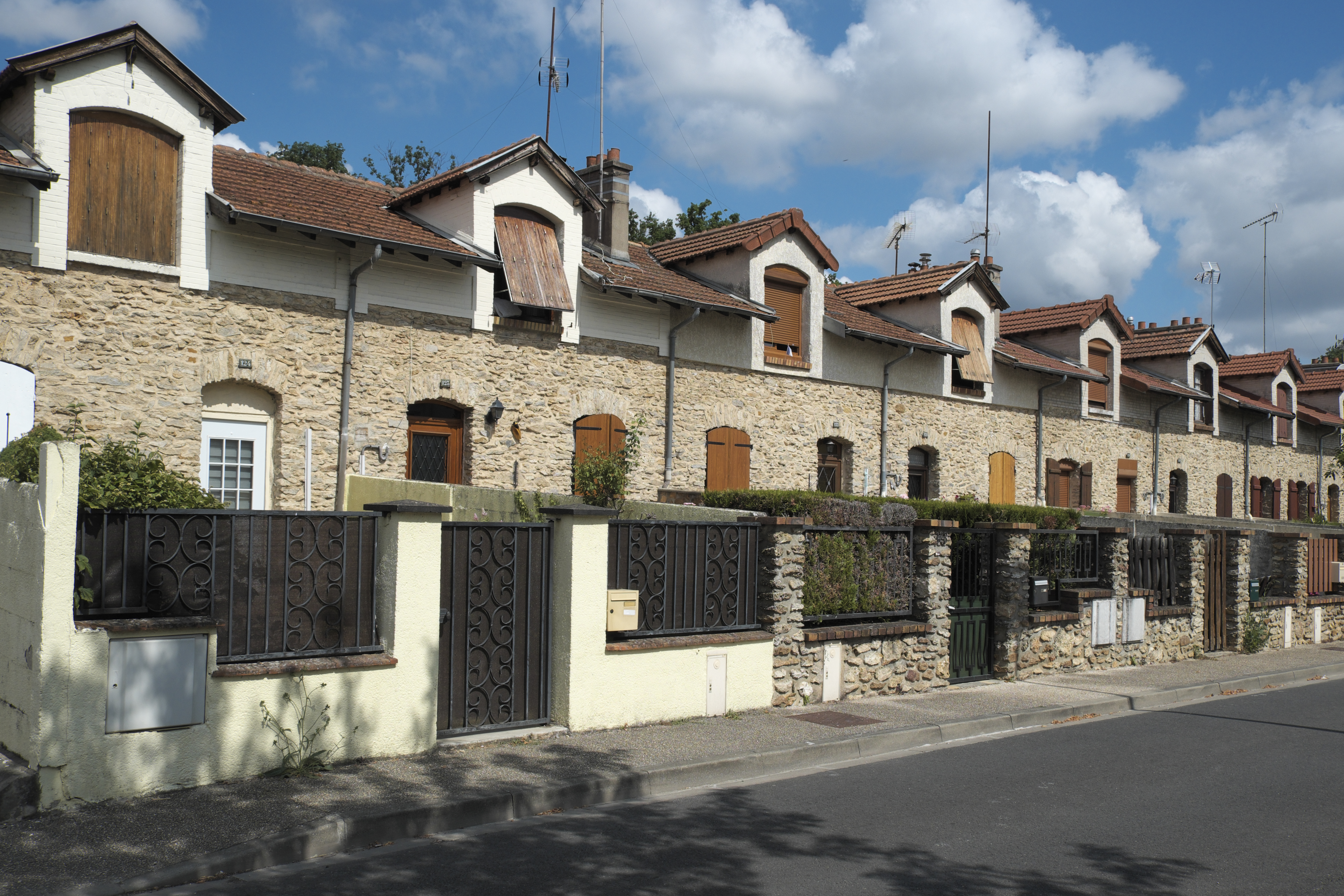
La cité Leroy.
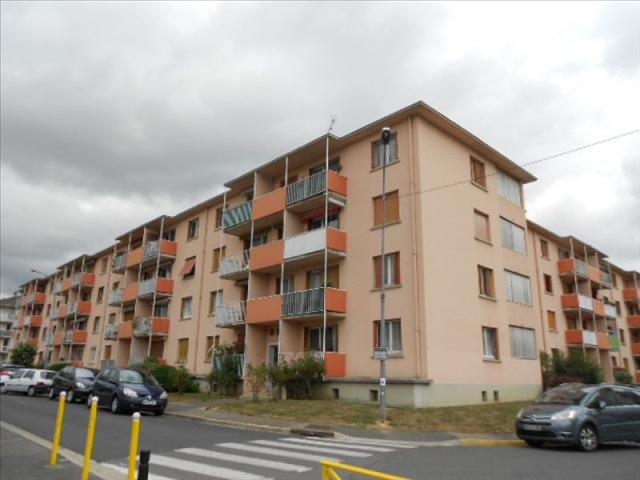
Immeubles d'habitation, avenue du 8 mai.
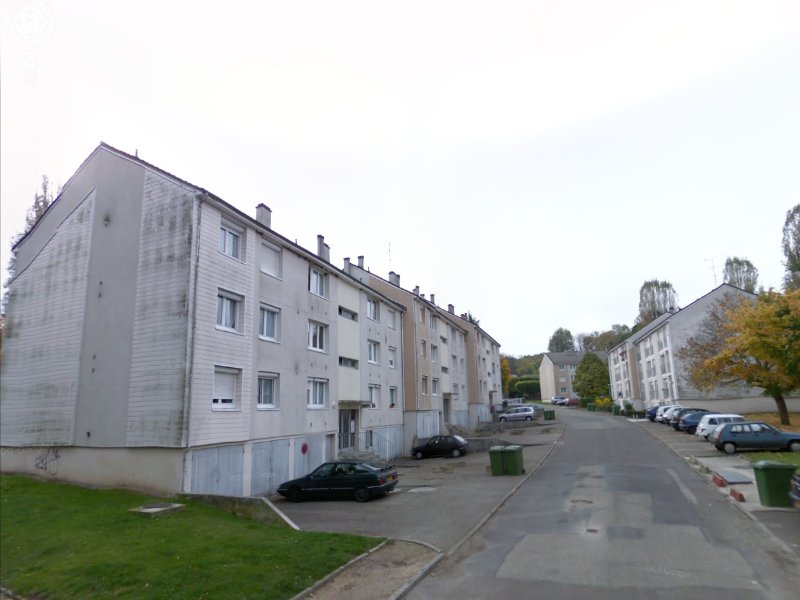
Habitations du quartier de l'Orangerie.
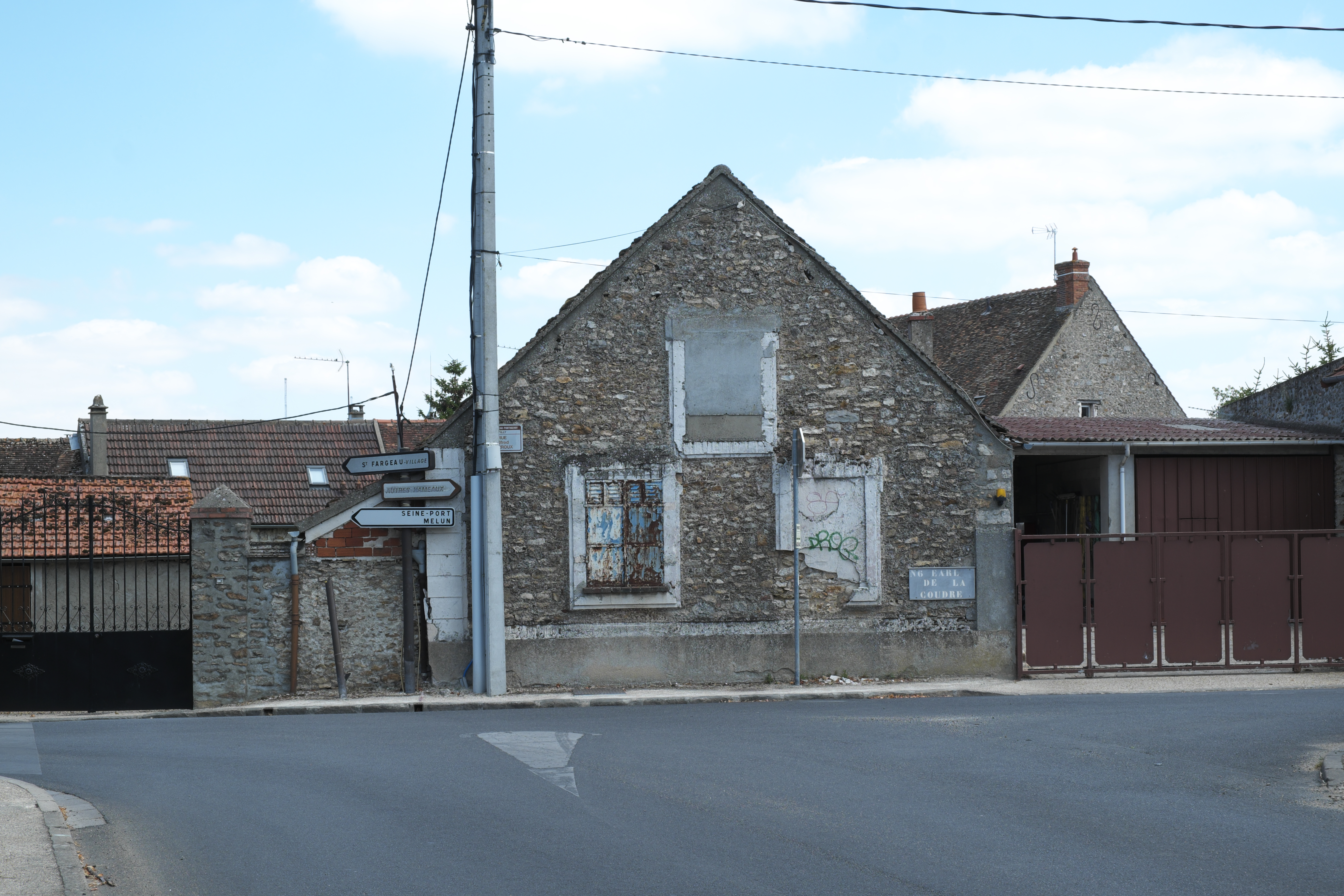
Maisons de ville en meulières.

### Voies de communication et transports

#### Voies de communication

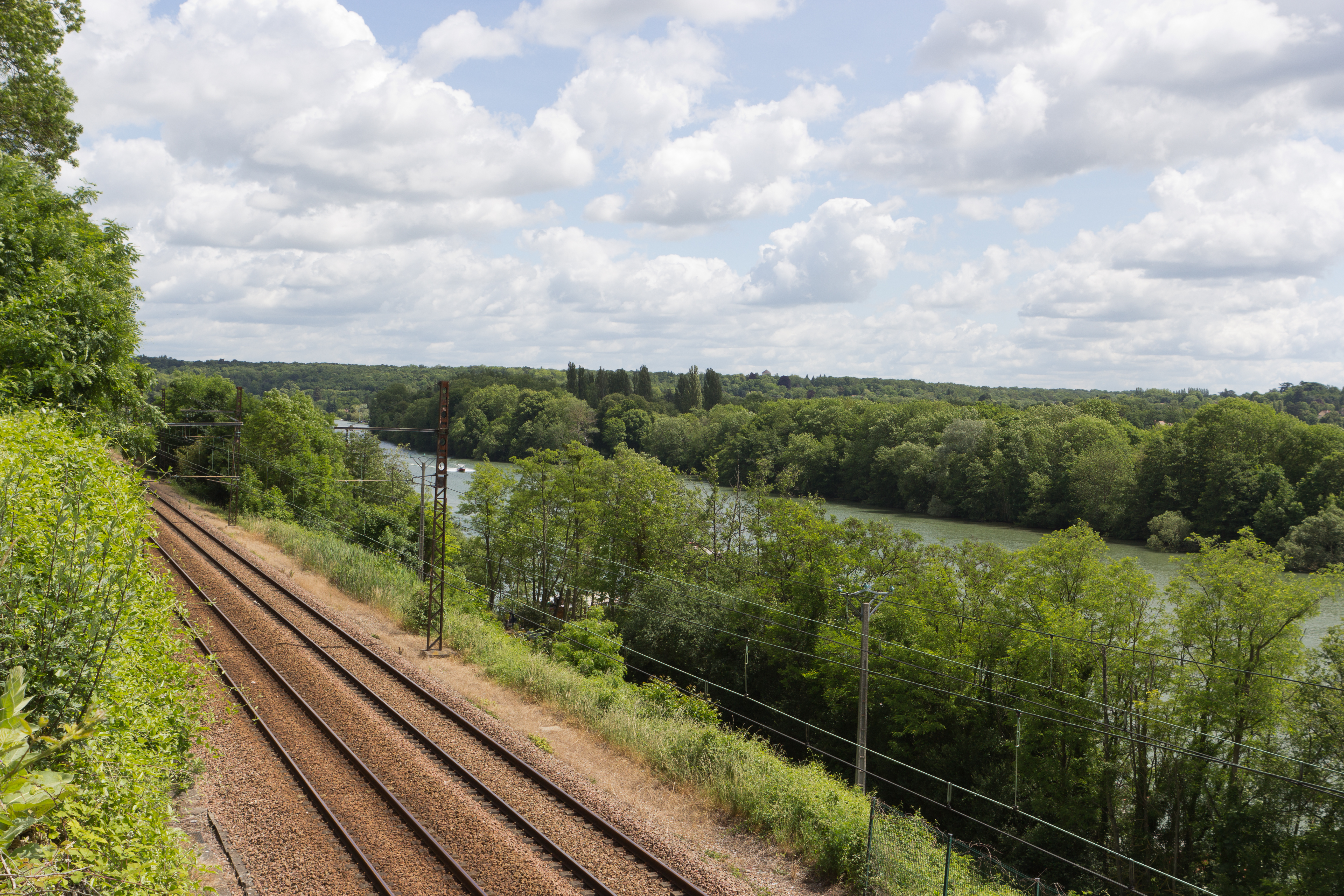
La ligne ferroviaire de Corbeil-Essonnes à Montereau longeant la Seine à Saint-Fargeau.

La ligne de chemin de fer de Corbeil-Essonnes à Montereau longe les limites nord et est du territoire de la commune en suivant la rive gauche de la Seine.
L'extrémité sud-ouest du territoire de la commune est traversée par l'autoroute A6. Celle-ci est accessible par :
- le diffuseur no 11 (Le Coudray-Montceaux), à 6 km au nord-ouest ;
- l'échangeur no 12, entre l'A6 et la RN 337, situé à 4,5 km au nord-ouest ;
- le diffuseur no 13 (Cély), à 11 km au sud-ouest.

Plusieurs routes départementales relient Saint-Fargeau-Ponthierry aux communes voisines :
- la D 607 (ancienne route nationale 7), au Coudray-Monceaux, au nord-ouest ; et à Pringy, au sud-est ;
- la D 50, à Seine-Port, au nord-est ; et à Pringy, au sud-est ;
- la D 141, à Auvernaux, à l'ouest ;
- la D 141E, à Nainville-les-Roches, au sud-ouest.

Le pont du Maréchal-Juin est le seul pont qui traverse la Seine entre Corbeil-Essonnes et Melun. Il relie, via la D 50, les communes de Saint-Fargeau-Ponthierry et Seine-Port et permet d'accéder à la ville nouvelle de Sénart et ainsi au centre commercial Carré Sénart à Lieusaint.

Sélection de vues de différentes voies de communication de la commune.
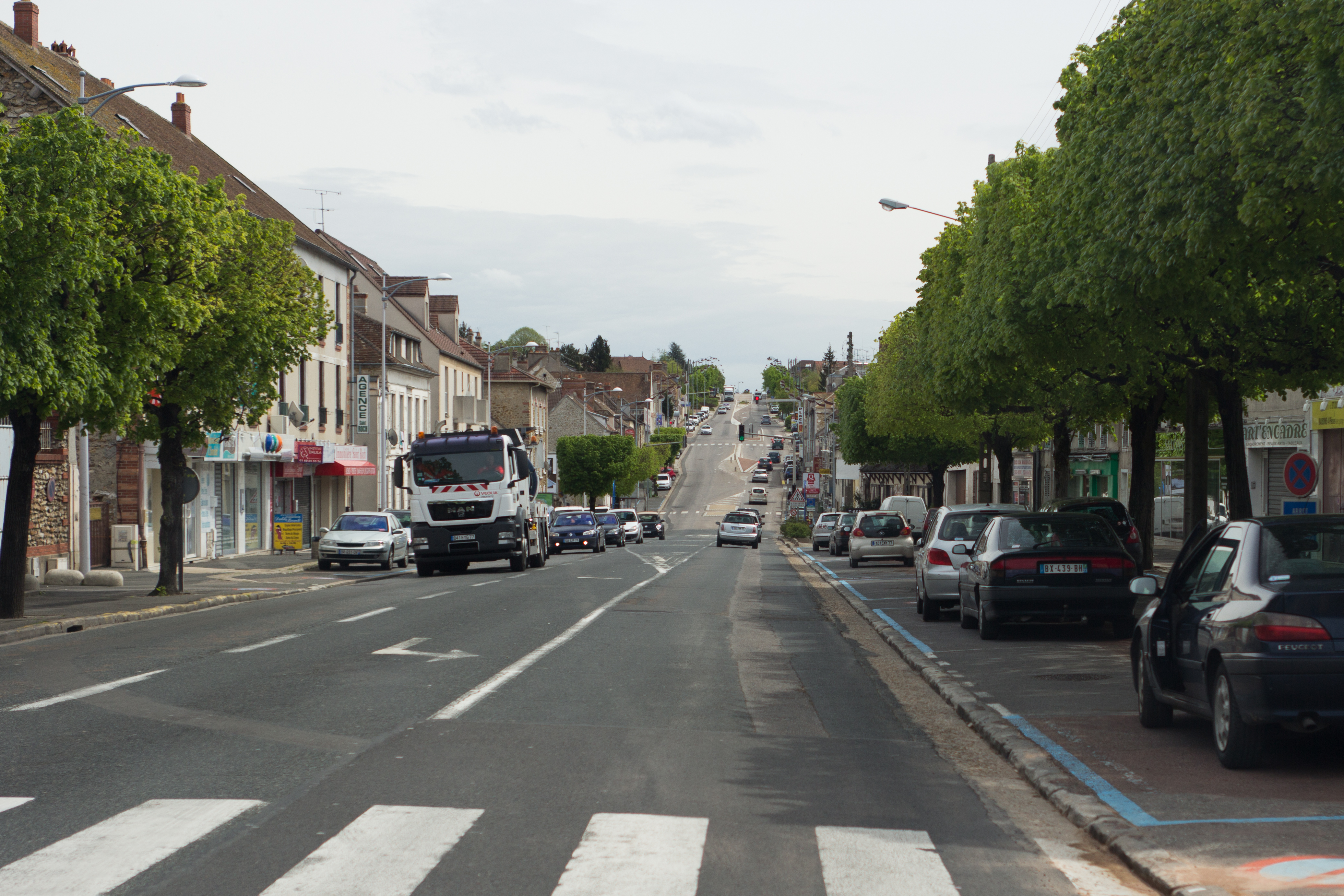
L'ancienne route nationale 7 dans sa traversée de Ponthierry.
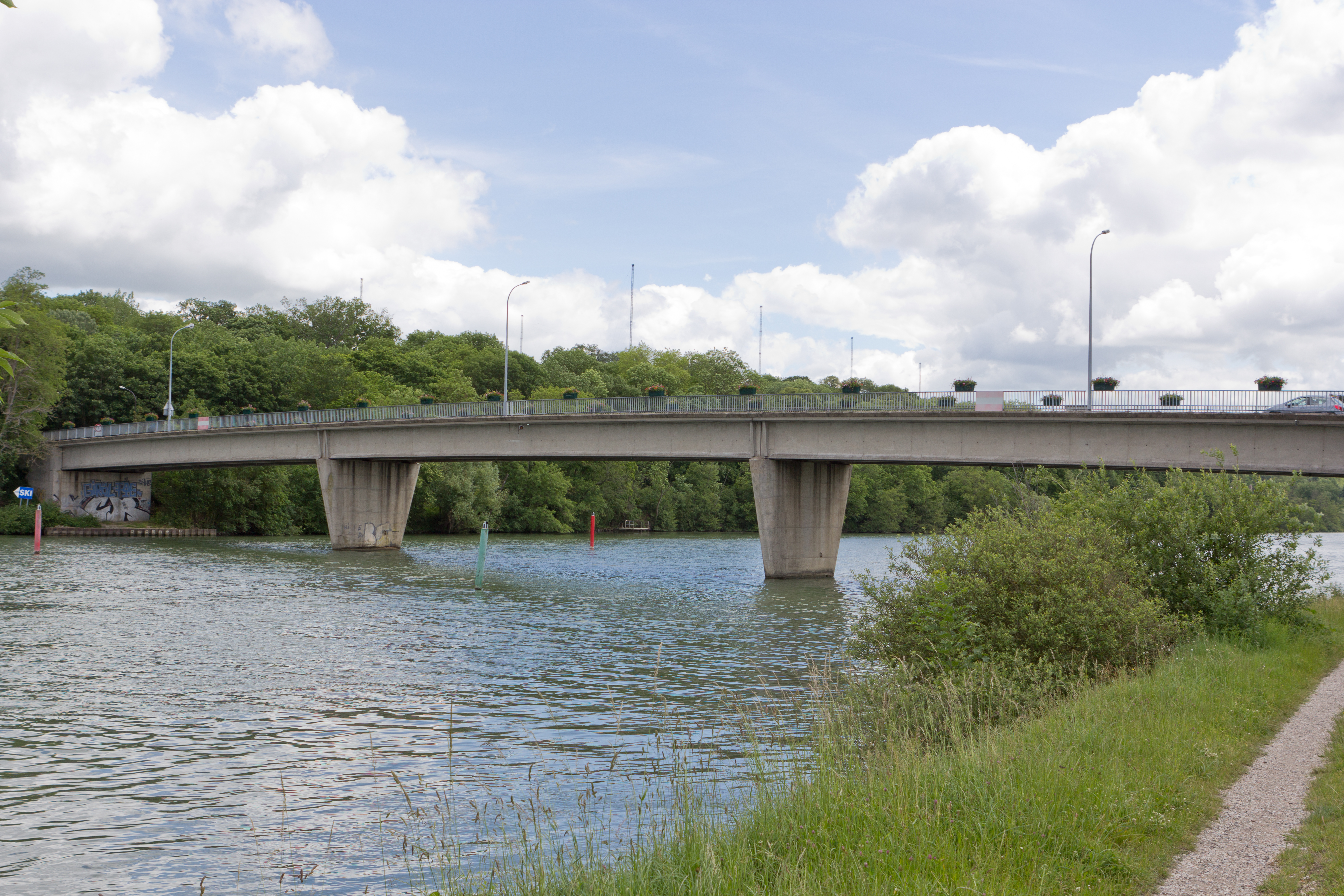
Le pont du Maréchal-Juin depuis la rive gauche de la Seine.
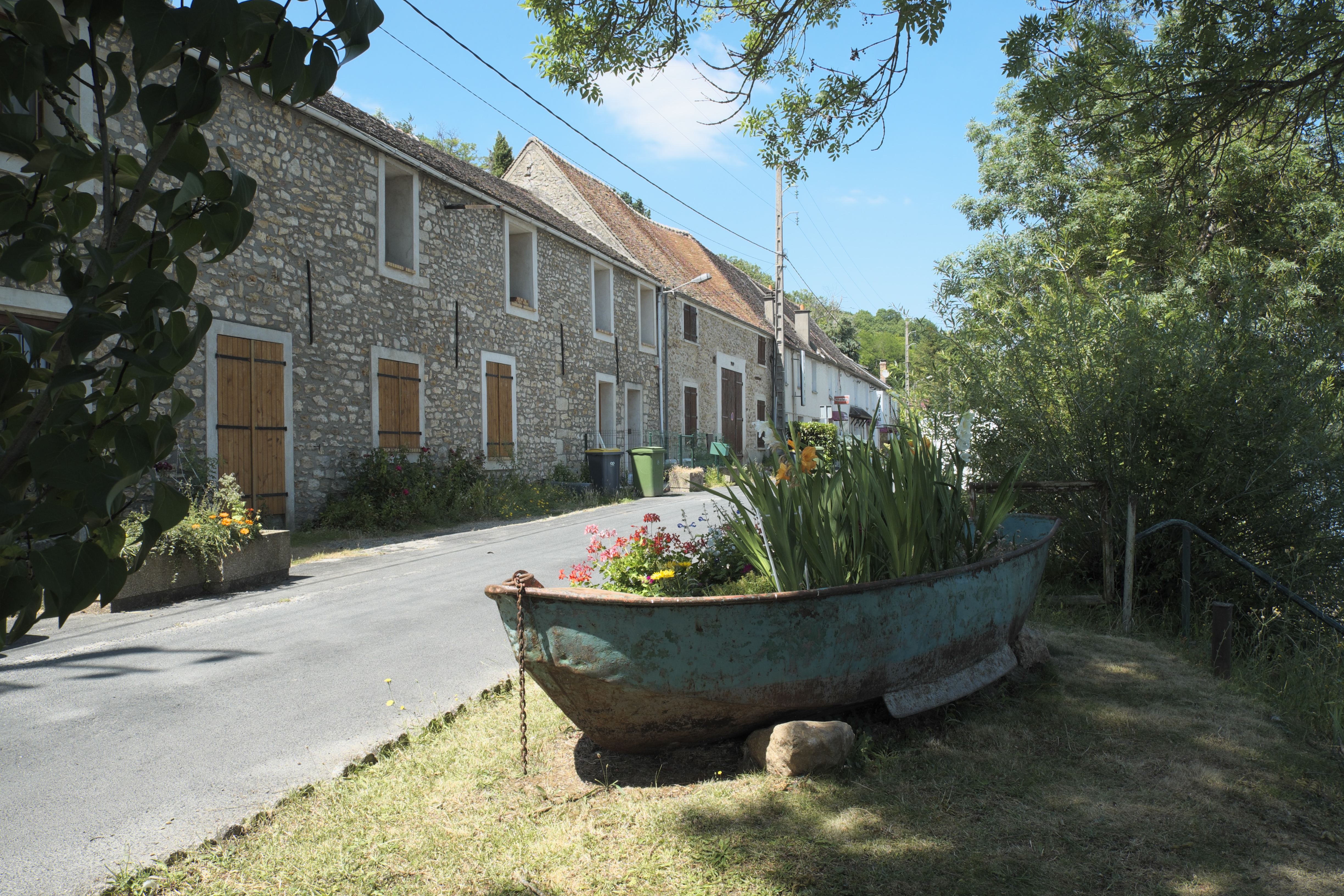
Le chemin de halage le long de la Seine.

#### Transports
Deux gares de la ligne ferroviaire de Corbeil-Essonnes à Montereau sont situées sur le territoire communal :
- la gare Saint-Fargeau, au nord-est de la commune ;
- et la gare de Ponthierry - Pringy, à l'est de la commune.

Elles sont desservies par les trains de la ligne D du RER qui assurent des liaisons cadencées entre les gares de Corbeil-Essonnes et de Melun.

Vues des deux gares de Saint-Fargeau-Ponthierry
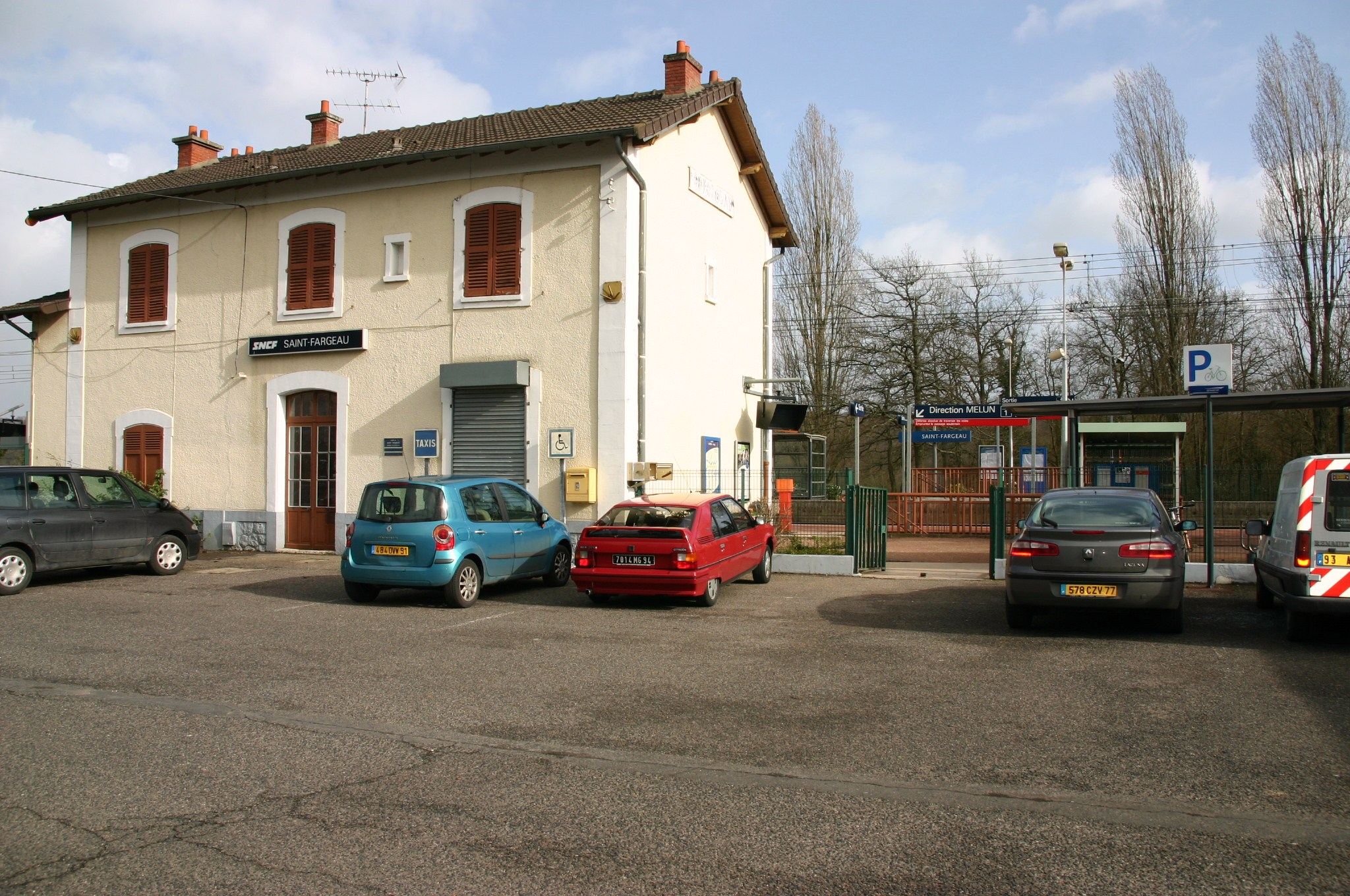
Le bâtiment voyageurs de la gare de Saint-Fargeau.
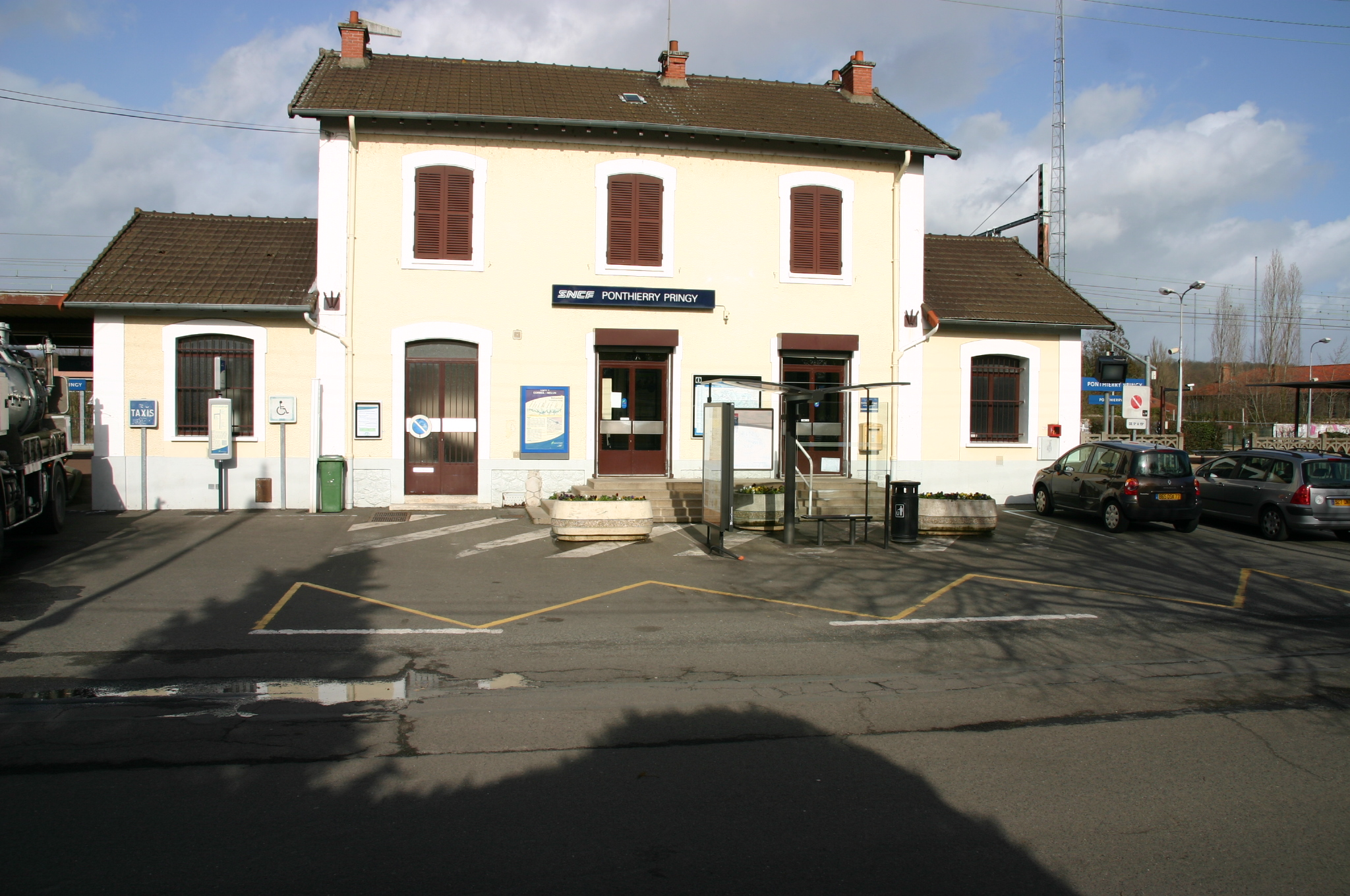
Le bâtiment voyageurs de la gare de Ponthierry-Pringy.

La commune est desservie par plusieurs lignes de bus du réseau d'autobus d'Île-de-France :
- deux lignex du réseau de bus Fontainebleau - Moret : 
  - la ligne no 21, qui relie Avon à Villiers-en-Bière ;
  - la ligne no 23, qui relie Saint-Fargeau-Ponthierry à Avon.
- dix lignes du réseau de bus Grand Melun :
  - la ligne A, qui relie Melun à Saint-Fargeau-Ponthierry ;
  - la ligne I, qui relie Saint-Fargeau-Ponthierry (gare de Ponthierry - Pringy) à Pringy ;
  - la ligne O, qui relie Cesson à Dammarie-les-Lys.
  - la ligne P, qui relie Saint-Fargeau-Ponthierry à Cesson (gare de Cesson) ;
  - la ligne V, qui relie Saint-Fargeau-Ponthierry (gare de Ponthierry - Pringy) à Melun (gare de Melun) ;
  - la ligne S10, qui relie la gare de Saint-Fargeau au collège François-Villon de Saint-Fargeau-Ponthierry ;
  - la ligne S11, qui relie Saint-Fargeau-Ponthierry à Dammarie-les-Lys ;
  - la ligne S12, qui relie Saint-Fargeau-Ponthierry à Melun ;
  - la ligne S13, qui relie l'hôtel de ville de Saint-Fargeau-Ponthierry au collège François-Villon de Saint-Fargeau-Ponthierry ;
  - la ligne S14, qui relie Saint-Fargeau-Ponthierry à Pringy.

## Toponymie
Le nom de la localité est mentionné sous les formes S. de Sancto Fergiolo en 1184 ; Sanctus Ferreolus en 1253 ; Saint Fargel, assis en la chatellenie de Corbeil en 1381 ; Saint Fargeul en 1410 ; Saint Fargeau en 1454 ; Saint Fargel ou diocese de Sens en 1464 ; Saint Fargeau près Corbeil en 1470 ; Saint Fargeau en Gastinois en 1476 ; Saint Fardeau en 1481 ; Saint Ferjault en 1482 ; Saint Forjau, Saint Farjeau en 1488 ; Sainct Forgeau sur Seyne en 1511 ; Saint Forgeau en Gastinois en 1535 ; Saint Féréol en 1691 ; Saint Féréol sur Seine en 1713.
Saint-Fargeau est une déformation du nom de saint Ferréol — d'où le gentilé Ferréopontains.
Ponthierry trouverait son origine dans un pont sur l'École franchi par Thierry II, roi de Bourgogne, en l'an 600.
Ses habitants sont appelés les Ferréopontains à Saint-Fargeau-Ponthierry, les Thierrypontains à Ponthierry et les Ferréolais à Saint-Fargeau.

## Histoire
Saint-Fargeau formait une baronnie avec Tilly-Maison-Rouge. Henri IV y fit élever un château pour Gabrielle d'Estrées. La seigneurie de Moulignon fut achetée en 1349 par Jean de L'Hospital. Siège du prieuré de Jonville, dépendant de l'abbaye de La Charité-sur-Loire. Anciennement prieuré de l'ordre de Cluny, à Jonville.
Le 26 août 1961 la commune de Saint-Fargeau est officiellement renommée Saint-Fargeau-Ponthierry.

### Seconde Guerre mondiale
C'est sur le territoire de l'actuelle commune — par le hameau de Tilly, puis par celui de Villers —, libérée par les FFI, que l'armée américaine du général Patton a traversé la Seine à partir du 23 août 1944, avant de poursuivre vers Melun, l'Est de la France, la Belgique et l'Allemagne.

## Politique et administration

### Rattachements administratifs et électoraux
La commune se trouve dans l'arrondissement de Melun du département de Seine-et-Marne.
Elle faisait partie de 1801 à 1975 du canton de Melun-Sud, année où elle intègre le canton de Perthes du département de Seine-et-Oise. Lors de la mise en place du Val-d'Oise, elle est rattachée en 1967 au canton de Saint-Ouen-l'Aumône puis, en 1976, au canton de la Vallée-du-Sausseron. Dans le cadre du redécoupage cantonal de 2014 en France, la commune devient le bureau centralisateur du nouveau canton de Saint-Fargeau-Ponthierry.
La ville relève du tribunal d'instance de Melun, du tribunal de grande instance de Melun, de la cour d'appel de Paris, du tribunal pour enfants de Melun, du conseil de prud'hommes de Melun, du tribunal de commerce de Melun, du tribunal administratif de Melun et de la cour administrative d'appel de Paris.

### Intercommunalité

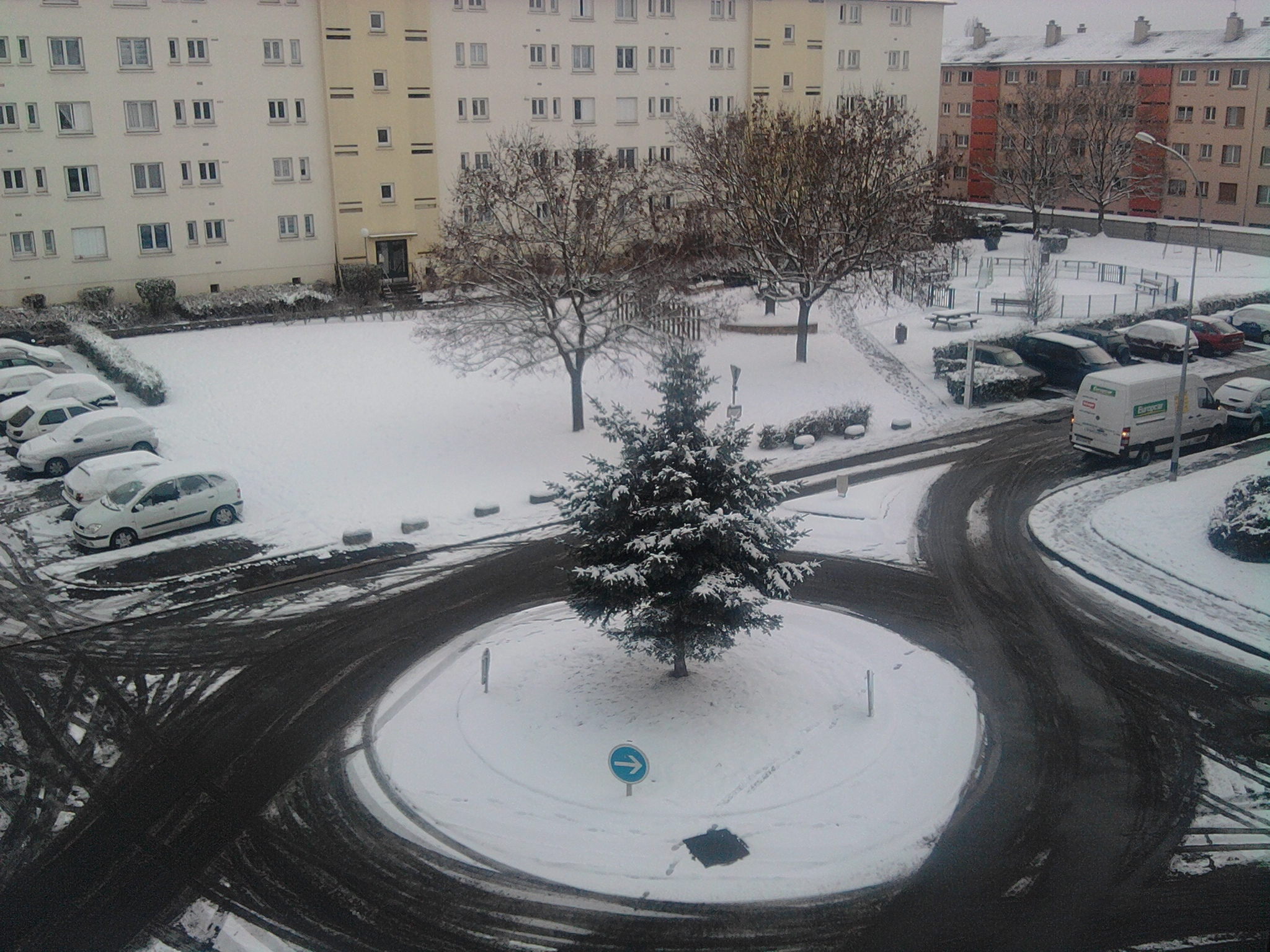
Le quartier du Mail sous la neige en 2009.

Saint-Fargeau-Ponthierry formait avec Pringy la communauté de communes de Seine-École créée en 2002, à la suite du district de Seine-École, créé en 1974 entre les deux communes. Elle se compose de nombreux hameaux. Ceci s’explique par l’origine même des communes, nées du regroupement de hameaux : Auxonettes, Jonville, Moulignon, Ponthierry, Saint-Fargeau, Tilly, Bel-Air, Lourdeau et Montgermont.
Au 1er janvier 2016, ces deux communes ont rejoint la communauté d'agglomération Melun Val de Seine.

### Administration municipale
Le nombre d'habitants de la commune étant compris entre 10000 et 20000, le nombre de membres du conseil municipal est de 33.

### Liste des maires
| Période        | Période                      | Identité             | Étiquette   | Qualité |
| -------------- | ---------------------------- | -------------------- | ----------- | --- |
| août 1944      | octobre 1944                 | Alphonse Fercot      |             | Chef d'entreprise, résistant FFI |
| novembre 1944  | octobre 1947                 | Jacques Brettmon     |             | Docteur en médecine |
| octobre 1947   | février 1965                 | Jacques Madelin      |             | |
| mars 1965      |                              | Max Pierrou          |             | |
| juin 1968      | septembre 1975               | Roger Gladieux       |             | |
| septembre 1975 | mars 1977                    | Roger Meier          |             | |
| mars 1977      | octobre 1980                 | Roger Naucodié       |             | |
| octobre 1980   | novembre 1980                | Délégation spéciale  |             | |
| novembre 1980  | mars 1983                    | Michel Leguet        |             | |
| mars 1983      | mars 1989                    | Serge Hermann        | DVD         | Directeur adjoint d'usine et ingénieur |
| mars 1989      | juin 1995                    | Francine Cuenot      | DVD         | Mère au foyer, première adjointe (1983 → 1989) |
| juin 1995      | mars 2014                    | Lionel Walker        | DVG puis PS | Professeur d'histoire-géographie en détachement Conseiller général de Perthes (1995 → 2015) Vice-président du conseil général (2004 → 2015) 1er vice-président de la CC de Seine-École (2001 → 2014) Réélu en 2001 et 2008 |
| mars 2014      | juillet 2020                 | Jérôme Guyard        | UMP → LR    | Entrepreneur, ancien président de la fédération du BTP 77 Conseiller départemental de Saint-Fargeau-Ponthierry (2015 → ) Vice-président de la CA Melun Val de Seine (2016 → 2020)                                          |
| juillet 2020   | En cours (au 4 juillet 2020) | Séverine Félix-Boron | DVG         | Formatrice d'enseignants dans l'Éducation nationale |

### Politique environnementale
La commune comprend en son sein un espace naturel sensible (ENS) au lieu-dit « le domaine de Joinville ». C'est une zone à fort enjeu environnemental dans la politique de préservation de la biodiversité engagée par le département de Seine-et-Marne.

### Distinctions et labels
Saint-Fargeau-Ponthierry bénéficie du label « ville fleurie » avec une fleur attribuée en 2010 par le Conseil national des villes et villages fleuris de France au concours des villes et villages fleuris. Une deuxième fleur a été attribuée à la commune en 2016.
En 2010, la commune a reçu le label Ville Internet « @@@ ».

### Jumelages
Au 7 juin 2012, Saint-Fargeau-Ponthierry est jumelée avec :
- Groß-Zimmern (Allemagne) depuis 1985 ;
- Temploux (Belgique) depuis 1986 ;
- Vila Nova de Famalicão (Portugal) depuis 1989.

## Équipements et services

### Eau et assainissement
L’organisation de la distribution de l’eau potable, de la collecte et du traitement des eaux usées et pluviales relève des communes. La loi NOTRe de 2015 a accru le rôle des EPCI à fiscalité propre en leur transférant cette compétence. Ce transfert devait en principe être effectif au 1er janvier 2020, mais la loi Ferrand-Fesneau du 3 août 2018 a introduit la possibilité d’un report de ce transfert au 1er janvier 2026,.

#### Assainissement des eaux usées
En 2020, la gestion du service d'assainissement collectif de la commune de Saint-Fargeau-Ponthierry est assurée par la communauté d'agglomération Melun Val de Seine (CAMVS) pour le transport et la dépollution. Ce service est géré en délégation par une entreprise privée, dont le contrat arrive à échéance le 31 décembre 2022,,.
L’assainissement non collectif (ANC) désigne les installations individuelles de traitement des eaux domestiques qui ne sont pas desservies par un réseau public de collecte des eaux usées et qui doivent en conséquence traiter elles-mêmes leurs eaux usées avant de les rejeter dans le milieu naturel. Le Parc naturel régional du Gâtinais français assure pour le compte de la commune le service public d'assainissement non collectif (SPANC), qui a pour mission de vérifier la bonne exécution des travaux de réalisation et de réhabilitation, ainsi que le bon fonctionnement et l’entretien des installations,.

#### Eau potable
En 2020, l'alimentation en eau potable est assurée par la commune qui en a délégué la gestion à l'entreprise Suez, dont le contrat expire le 10 décembre 2022,,.

## Population et société

### Démographie

#### Évolution démographique
L'évolution du nombre d'habitants est connue à travers les recensements de la population effectués dans la commune depuis 1793. Pour les communes de plus de 10 000 habitants les recensements ont lieu chaque année à la suite d'une enquête par sondage auprès d'un échantillon d'adresses représentant 8 % de leurs logements, contrairement aux autres communes qui ont un recensement réel tous les cinq ans,.

En 2022, la commune comptait 15 117 habitants, en évolution de +5,08 % par rapport à 2016 (Seine-et-Marne : +3,92 %, France hors Mayotte : +2,11 %).
| 1793 | 1800  | 1806 | 1821  | 1831 | 1836 | 1841 | 1846 | 1851  |
| ---- | ----- | ---- | ----- | ---- | ---- | ---- | ---- | ----- |
| 905  | 1 054 | 995  | 1 048 | 988  | 972  | 923  | 977  | 1 048 |

| 1856  | 1861  | 1866 | 1872  | 1876  | 1881  | 1886  | 1891  | 1896  |
| ----- | ----- | ---- | ----- | ----- | ----- | ----- | ----- | ----- |
| 1 009 | 1 039 | 986  | 1 030 | 1 085 | 1 073 | 1 037 | 1 137 | 1 200 |

| 1901  | 1906  | 1911  | 1921  | 1926  | 1931  | 1936  | 1946  | 1954  |
| ----- | ----- | ----- | ----- | ----- | ----- | ----- | ----- | ----- |
| 1 151 | 1 189 | 1 162 | 1 702 | 2 050 | 2 285 | 2 833 | 3 175 | 3 088 |

| 1962  | 1968  | 1975  | 1982  | 1990   | 1999   | 2006   | 2011   | 2016   |
| ----- | ----- | ----- | ----- | ------ | ------ | ------ | ------ | ------ |
| 4 050 | 5 611 | 7 884 | 9 553 | 10 560 | 11 224 | 11 932 | 12 909 | 14 386 |

| 2021   | 2022   | - | - | - | - | - | - | - |
| ------ | ------ | - | - | - | - | - | - | - |
| 14 516 | 15 117 | - | - | - | - | - | - | - |

#### Pyramide des âges
En 2018, le taux de personnes d'un âge inférieur à 30 ans s'élève à 37,2 %, soit en dessous de la moyenne départementale (39,6 %). À l'inverse, le taux de personnes d'âge supérieur à 60 ans est de 22,8 % la même année, alors qu'il est de 19,9 % au niveau départemental.
En 2018, la commune comptait 6 804 hommes pour 7 305 femmes, soit un taux de 51,78 % de femmes, légèrement supérieur au taux départemental (51,31 %).
Les pyramides des âges de la commune et du département s'établissent comme suit.
| Hommes | Classe d’âge | Femmes |
| ------ | ------------ | ------ |
| 0,5    | 90 ou +      | 1,4    |
| 6,0    | 75-89 ans    | 7,8    |
| 14,3   | 60-74 ans    | 15,5   |
| 20,0   | 45-59 ans    | 19,6   |
| 20,4   | 30-44 ans    | 19,9   |
| 17,1   | 15-29 ans    | 16,0   |
| 21,8   | 0-14 ans     | 19,8   |

| Hommes | Classe d’âge | Femmes |
| ------ | ------------ | ------ |
| 0,4    | 90 ou +      | 1,2    |
| 4,9    | 75-89 ans    | 6,5    |
| 13,6   | 60-74 ans    | 14,3   |
| 20,2   | 45-59 ans    | 19,8   |
| 20,1   | 30-44 ans    | 20,6   |
| 19,2   | 15-29 ans    | 17,9   |
| 21,7   | 0-14 ans     | 19,7   |

#### Immigration en 2008
Environ 10 % de la population ferréopontaine est immigrée selon l'Insee en 2008.[réf. nécessaire]
| Ville        | Moins de 15 ans | 16 à 24 ans | 25 à 54 ans | 54 ans et plus | Ensemble |
| ------------ | --------------- | ----------- | ----------- | -------------- | -------- |
| Immigrés     | 41              | 81          | 664         | 410            | 1 196    |
| Non immigrés | 2 351           | 1 447       | 4436        | 2848           | 11 082   |
| Ensemble     | 2 392           | 1 528       | 5100        | 3258           | 12 278   |

### Enseignement
Saint-Fargeau-Ponthierry est située dans l'académie de Créteil.
La ville administre en 2012 quatre écoles maternelles (Alphonse-Fercot, Les Bordes, Les Grands-Cèdres, Moulin-Clair) et quatre écoles élémentaires (Alphonse-Fercot, Les Grands-Cèdres, Marie-Curie, Saint-Exupéry) communales.
Le département gère un collège (collège François-Villon) et la région un lycée (Fondation Ellen-Poidatz).

### Culture

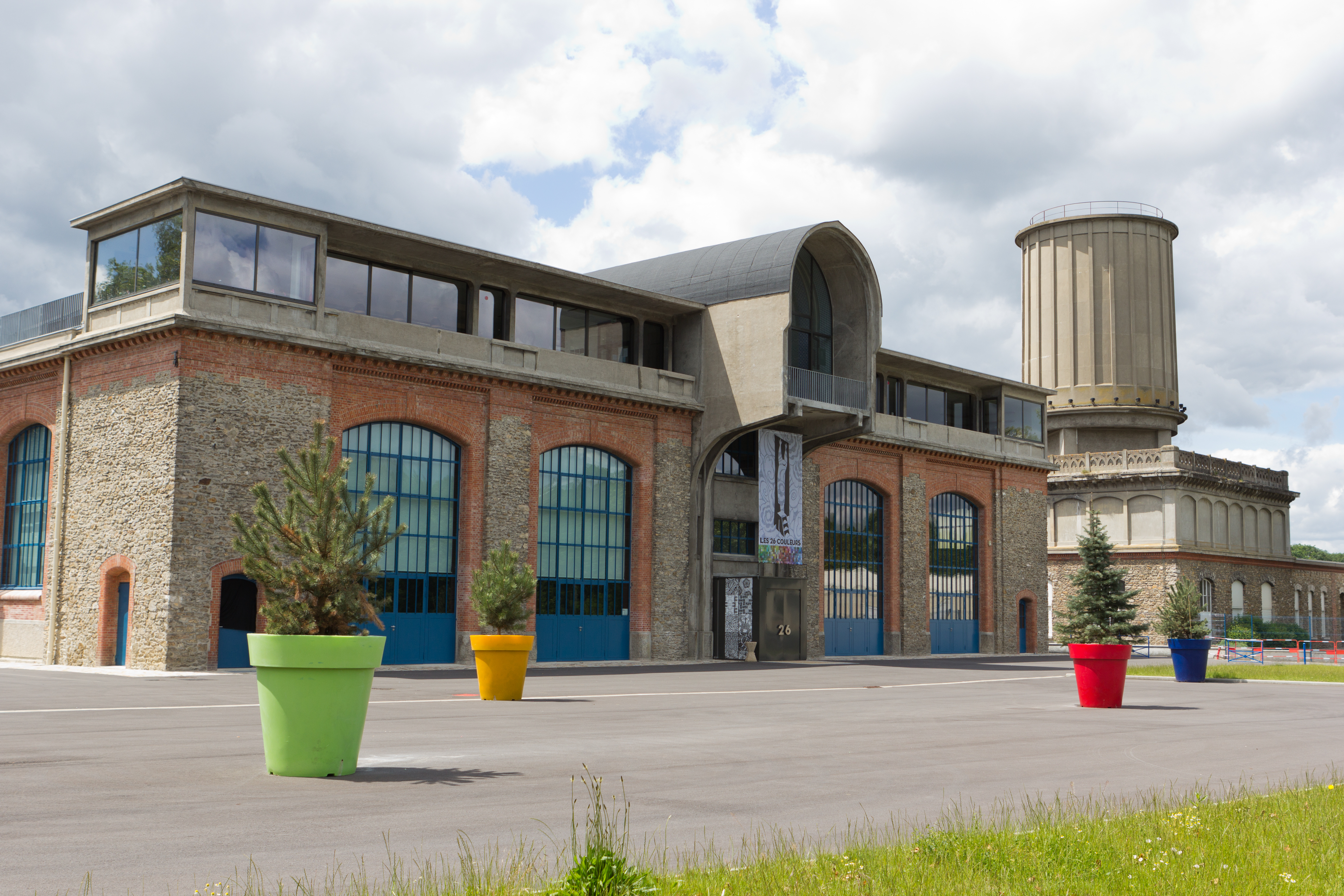
L'espace « Les 26 couleurs », ancienne usine Leroy.

L'ancienne centrale électrique de l'usine de papiers peints Leroy a été reconvertie en espace culturel baptisé « Les 26 Couleurs » (du nom de la machine emblématique créée par Louis-Isidore Leroy en 1877 et conservée dans la salle des génératrices). Cet espace, consacré au spectacle vivant et au cinéma est aussi un lieu consacré au patrimoine avec l'aménagement de la salle des génératrices électriques en lieu de mémoire. Il a été inauguré le 24 juin 2011.
La commune dispose également d'une bibliothèque municipale et d'une maison des musiques et des danses.

### Santé
La Fondation Ellen-Poidatz, à Saint-Fargeau Village, créée en 1919 pour apporter une aide médicale et scolaire à des enfants atteints de poliomyélite, est en 2012 composée d'un centre de rééducation fonctionnelle et d'un institut d'éducation motrice où sont hébergés, soignés et scolarisés des jeunes (de 18 mois à 20 ans) souffrant d'un handicap.
La commune dispose également d'un centre centre municipal de santé.

### Sports

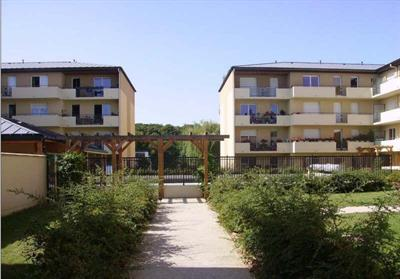
Résidence du City Stade.

La base de loisirs de Seine-École, implantée dans un espace naturel de 25 hectares et comprenant trois plans d'eau, est située en bordure de la Seine. Elle propose diverses prestations telles que les quads pour enfants, un port de plaisance, un parc de loisirs, un parcours sportif, des aires de pique-nique, l'accueil de camping-cars, etc.
Le complexe sportif évolutif couvert (COSEC) abrite plusieurs terrains, des salles pour pratiquer l'escalade, le judo, le karaté, le handball, l'escrime, etc. Un nouveau terrain d'athlétisme ainsi que d'autres structures comme un terrain de rugby ou un terrain de foot ont été créés ou rénovés depuis 2019 jusqu'à juin 2021 sur l'espace Georges-Tettamanti.
La commune de Saint-Fargeau- dispose également des équipements : City Stade, salle de musculation mixte et salle de fitness, piscine municipale.-
Une douzaine de clubs sportifs permettent de pratiquer le football à l'US Ponthierry, le rugby, le handball à l'HBCT, le karaté, le judo, la natation, l'escrime, l'haltéro-culturisme, l'escalade, le tennis de table, le volley-ball et la plongée.

### Vie associative
En 2016, la vie associative de Saint-Fargeau-Ponthierry est animée par de nombreuses associations culturelles, sportives, de parents d'élèves, etc. En outre, la commune anime un forum des associations annuel, une journée des bénévoles ainsi qu'un conseil des associations qui est une structure qui regroupe les élus et des représentants élus dans chaque famille associative.

### Médias

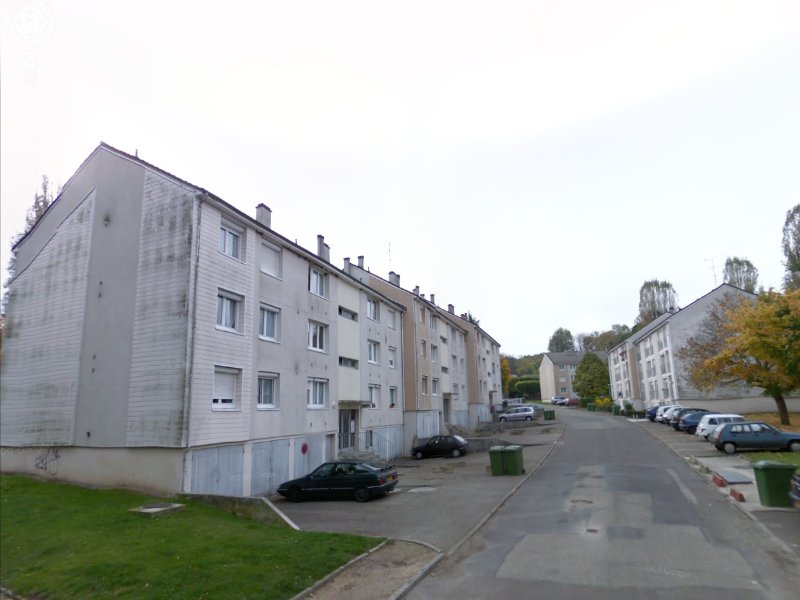
Le quartier de l'Orangerie.

Journal municipal: NOTRE VILLE "le mag"
La radio locale Handi FM 107.3 diffuse depuis Saint-Fargeau-Ponthierry sur une bonne partie du territoire de l'Essonne et de Seine-et-Marne.

### Cultes
La commune de Saint-Fargeau-Ponthierry fait partie de la paroisse catholique « Pôle missionnaire de Melun » au sein du diocèse de Meaux. Les lieux de culte principaux  sont les églises Saint-Ferréol (Saint-Fargeau) et Sainte-Marie (Ponthierry).

## Économie

### Revenus de la population et fiscalité
En 2017, le nombre de ménages fiscaux de la commune était de 5 838 (dont 66 % imposés), représentant 14 165 personnes et la  médiane du revenu disponible par unité de consommation  de 23 870 euros.

### Emploi
En 2017 , le nombre total d’emplois dans la zone était de 2 899, occupant 6 388 actifs  résidents.
Le taux d'activité de la population (actifs ayant un emploi) âgée de 15 à 64 ans s'élevait à 71,5 % contre un taux de chômage de 7,6 %.
Les 20,9 % d’inactifs se répartissent de la façon suivante : 8,8 % d’étudiants et stagiaires non rémunérés, 6,2 % de retraités ou préretraités et 5,9 % pour les autres inactifs.

### Entreprises et commerces
En 2017, le nombre d'établissements actifs était de 309 dont 
2 dans l'agriculture-sylviculture-pêche, 13 dans l’industrie, 45 dans la construction, 215 dans le commerce-transports-services divers et 34  étaient relatifs au secteur administratif.
Ces établissements ont pourvu 2 605 postes salariés.
En 2019,  188 entreprises ont été créées sur le territoire de la commune, dont 141 individuelles.
Au 1er janvier 2020, la commune disposait de 48 chambres d’hôtels dans un établissement et ne possédait aucun terrain de  camping.

#### Historique

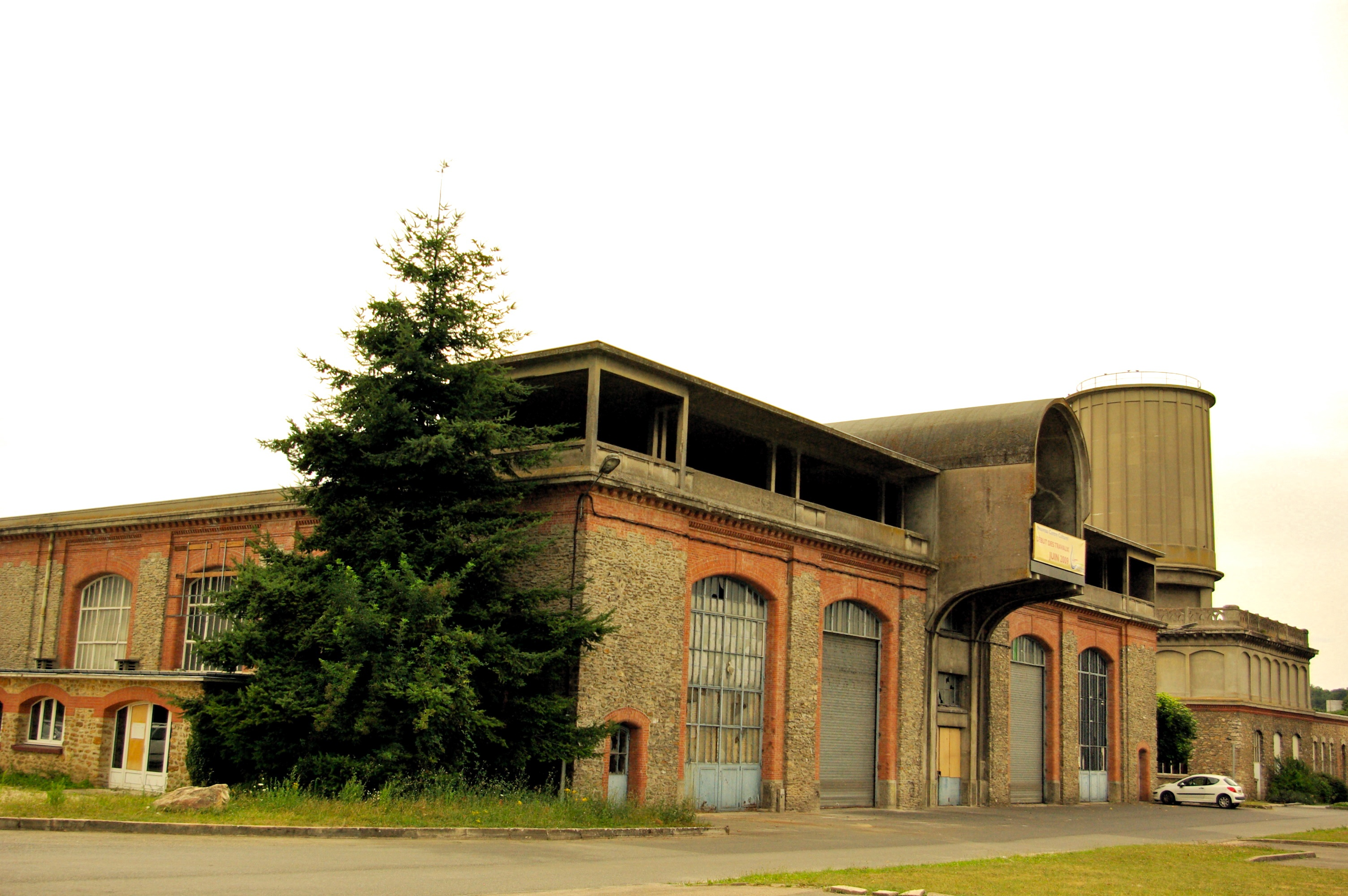
La centrale électrique des usines Leroy, avant la réhabilitation.

L'essentiel de l'activité économique de la commune s'est toujours exercé à Ponthierry, d'abord près de la Seine et de la voie ferrée, pour des raisons logistiques.
À Saint-Fargeau, avant d'ailleurs la réalisation du chemin de fer, existait une activité vinicole qui explique la présence d'une confrérie de la Saint-Vincent, toujours vivante. Cette activité est en cours de relance. Et, dans le hameau de Villers, il y a eu exploitation d'une sablière.
Les Papiers peints Leroy ont été, de 1913 à 1970, l'activité la plus importante de la commune. Il en reste, au plan du patrimoine industriel, l'hôtel Leroy, classé en tant que patrimoine industriel, ainsi que les cités Leroy (logements des ouvriers et de la maîtrise, tous avec jardin).
La Cooper, coopérative pharmaceutique française, a aussi été une activité et exploite son site de Ponthierry.
La ZAC de l'Europe, en bordure de D 607, héberge des activités et des sociétés comme les établissements Truffaut, un site de la Connex (groupe Veolia), COGNIS France.
Près du rond-point de l'Europe et du lieu-dit Maison-Rouge, à proximité du hameau de Tilly, sont installés les établissements Collaert, fabriquant des ceintures pour le compte de grandes maisons de couture.

### Agriculture
Saint-Fargeau-Ponthierry est dans la petite région agricole dénommée le « Pays de Bière et Forêt de Fontainebleau », couvrant le Pays de Bière et la forêt de Fontainebleau. En 2010, l'orientation technico-économique de l'agriculture sur la commune est la culture de céréales et d'oléoprotéagineux (COP).
Si la productivité agricole de la Seine-et-Marne se situe dans le peloton de tête des départements français, le département enregistre un double phénomène de disparition des terres cultivables (près de 2 000 ha par an dans les années 1980, moins dans les années 2000) et de réduction d'environ 30 % du nombre d'agriculteurs dans les années 2010. Cette tendance se retrouve au niveau de la commune où le nombre d’exploitations est passé de 9 en 1988 à 7 en 2010. Parallèlement, la taille de ces exploitations augmente, passant de 68 ha en 1988 à 97 ha en 2010.
Le tableau ci-dessous présente les principales caractéristiques des exploitations agricoles de Saint-Fargeau-Ponthierry, observées sur une période de 22 ans : 
|                                      | 1988 | 2000 | 2010 |
| ------------------------------------ | ---- | ---- | ---- |
| Dimension économique,                |      |      |      |
| Nombre d’exploitations (u)           | 9    | 7    | 7    |
| Travail (UTA)                        | 21   | 9    | 16   |
| Surface agricole utilisée (ha)       | 616  | 700  | 678  |
| Cultures                             |      |      |      |
| Terres labourables (ha)              | 613  | 695  | 668  |
| Céréales (ha)                        | 454  | 447  | 410  |
| dont blé tendre (ha)                 | 297  | 342  | 235  |
| dont maïs-grain et maïs-semence (ha) | 125  | 19   | s    |
| Tournesol (ha)                       | s    |      | s    |
| Colza et navette (ha)                | 79   | 84   | 158  |
| Élevage                              |      |      |      |
| Cheptel (UGBTA)                      | 17   | 6    | 21   |

## Culture locale et patrimoine

### Lieux et monuments

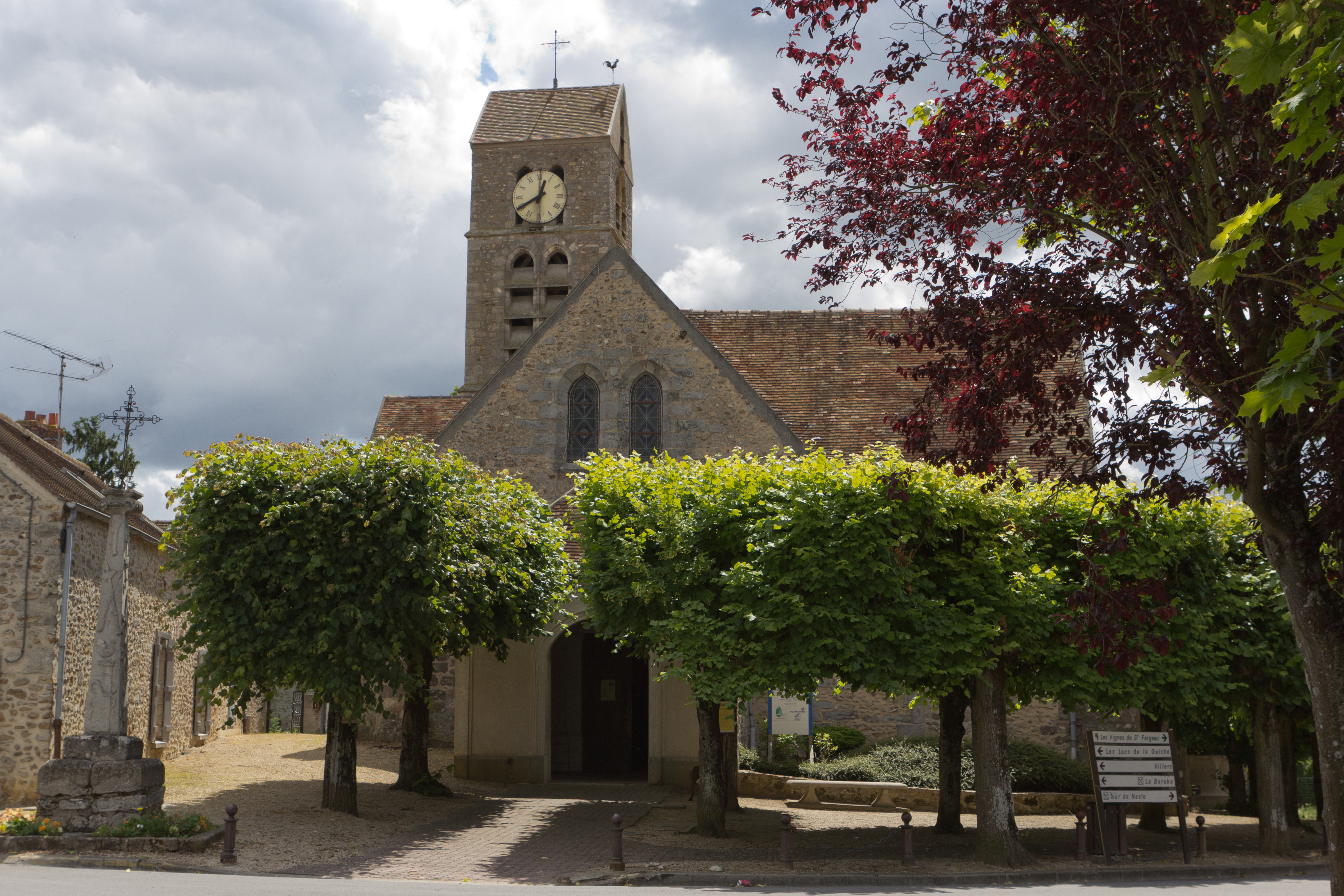
L'église Saint-Ferréol de Saint-Fargeau.

- Église Saint-Ferréol, construite au XIIIe siècle. Considérablement remaniée par la suite, elle garde de cette époque un portail surmonté d'une archivolte et un clocher quadrangulaire, à la forme caractéristique. Le chevet plat, qui témoigne d'influences cisterciennes, date du XVe siècle. Il est percé d'une grande baie ogivale, ornée d'un vitrail de George Desvallières.

La nef est couverte d'une voûte en carène de bateau renversé, qui fut restaurée en 2002. Endommagée par un violent orage en 1854, l'église bénéficie dans les années qui suivent d'une patiente campagne de restauration. Le sanctuaire conserve un tabernacle du XVIIIe siècle représentant le martyre de saint Ferréol.
Sur le parvis, un ancien calvaire du XVIIIe siècle marquait l'emplacement du cimetière primitif. En pierre et fer forgé, son socle en forme de pyramide est orné de symboles de la passion du Christ. Il est inscrit aux monuments historiques depuis 2000.
- Église Saint-Blaise située à Moulignon. Construite au XIIIe siècle, elle bénéficie de plusieurs campagnes de modernisation au fil des siècles, et est dotée de son clocher actuel en 1847. Ancienne chapelle du hameau de Moulignon, annexe de l'église de Saint-Fargeau, elle devient église paroissiale en 1851.

Basée sur un plan très simple, elle se compose d'une nef unique précédée d'un clocher-porche couvert d'une toiture en ardoise. Le chœur se termine par une abside à cinq pans.
L'intérieur conserve plusieurs dalles funéraires : la plus ancienne est contemporaine de la fondation de l'église (XIIIe siècle). Elle est attribuée à Alice de Budon, morte à l'âge de quinze ou seize ans. L'église abrite également la dalle funéraire de Adam Thiboust, gentilhomme de la chambre du duc d'Anjou et de son épouse Odette de Vaudetar, dame de Moulignon.
- Église Sainte-Marie
Une première chapelle est érigée à Ponthierry au début du XVIIIe siècle. L'archevêque de Sens Jean-Joseph Languet de Gergy autorise le curé de Saint-Fargeau à y célébrer ponctuellement la messe « pendant le séjour du roi à Fontainebleau ». Ce modeste oratoire est vendu comme bien national au moment de la Révolution, et finit par être purement et simplement démoli[93].

L'église Sainte-Marie et son campanile en retrait sur la gauche.

Devant l'insistance des habitants du bourg de Ponthierry, une nouvelle chapelle est édifiée au milieu du XIXe siècle. Bénie le 15 août 1845 en présence de l'évêque de Meaux Auguste Allou, elle reste en place jusqu'au milieu du XXe siècle. Devenue insuffisante aux besoins du culte en raison de l'accroissement de la population, elle est remplacée par l'église actuelle. Cette dernière, placée sous le vocable de Sainte-Marie-Mère-de-Dieu, est construite entre 1965 et 1966 par Maurice Novarinas.
Caractéristique du renouveau de l'architecture religieuse des années d'après-guerre, cet édifice moderniste joue sur l'ombre et la lumière. Les murs gouttereaux sont percés d'ouvertures rectangulaires garnies de vitraux de François Baron-Renouard, tandis qu'une ouverture en forme de V pratiquée au-dessus du chœur éclaire le maître-autel.
Jusqu'à une date très récente, l'église ne possédait pas de clocher : le son des cloches était rendu électroniquement. Un campanile a finalement été érigé en 2000. Un peu en retrait, il se compose d'une structure toute simple en bois entrecroisé, et abrite deux cloches.
- L'ancienne usine des papiers peints Leroy, œuvre de l'architecte Paul Friesé, ainsi que ses cités ouvrières, construites entre 1913 et 1920. Une partie du bâtiment a été aménagée en centre culturel, baptisé « Les 26 couleurs ». Un arrêté des Affaires culturelles, no 2006-1708, daté du 13 novembre 2006, porte inscription au titre des monuments historiques des façades et des toitures du bâtiment (8) de la centrale électrique de l'ancienne usine Leroy sis 4 à 8 rue Pasteur et chemin de Hallage à Saint-Fargeau (Seine-et-Marne).
- Le château de Moulignon existait depuis le XVIIIe siècle. Il a connu de nombreuses péripéties et fut modifié au XIXe siècle. À la fin du XIXe siècle, le château et son domaine deviennent la propriété de la famille Leroy dont la manufacture se trouvait à Ponthierry en bord de Seine à partir de 1913. Le domaine du château comprenait les communs actuels, les lotissements de l'Orangerie (orangerie et jardin-potager du château), le Fief de Moulignon (emplacement du château), des Grands Cèdres et allait jusqu'à la ferme d'Auxonnettes.

Le parc du château a été vendu dans les années 1960 pour y implanter un lotissement : les Grands Cèdres. Puis viendront les logements de l'Orangerie. En 1986, le château fut détruit et ne laissa visible que les communs. Seules ses superbes écuries témoignent de cette bâtisse.
La commune compte plusieurs lavoirs : celui de Tilly, datant du XIXe siècle, a la particularité d'être de forme circulaire. Il s'organise autour d'un grand bassin alimenté par deux sources différentes, lequel est entouré d'une galerie couverte portée par de fins poteaux en bois. La toiture est incurvée de façon que les eaux de pluie viennent se déverser dans le bassin. Il est restauré en 1988. Le lavoir d'Auxonnettes, bâti en 1865, a été remis en état en 1921.
Le manoir de Beaulieu est une copie faite au XIXe siècle d'un petit château de style Louis XVI.

### Personnalités liées à la commune
- Jean Lecamus dit « Camus » (1762-1846), baron de Moulignon, général d'Empire, fut maire de Saint-Fargeau en 1831.
- Jean-Pierre Abel-Rémusat (1788-1832), sinologue et bibliothécaire français, enterré à côté de l'église de Saint-Fargeau.
- Alphonse Fercot dit « capitaine Freddy » (1894-1965), chef de la Résistance locale.
- Maurice Champvert dit Maurice (1965), parrain en 1999 de la radio Handi FM de Saint-Fargeau-Ponthierry.
- Brigitte Gapais-Dumont (1944-2018), escrimeuse, médaillée olympique en 1976.
- Thomas Heurtaux (1988-), joueur de football évoluant à l'Udinese et avant au Stade Malherbe Caen en Ligue 2 et né à Lisieux, a évolué à Ponthierry[95],[96].

### Héraldique, logotype et devise
| Armes de Saint-Fargeau-Ponthierry | Elles peuvent se blasonner ainsi aujourd’hui : D'azur à une barre d'argent, accompagné, sur le tout, d'un pont de trois arches d'or, maçonné de sable posé en pointe, cantonné à dextre d'un soleil à seize rais d'or et accompagné d'une croix de guerre 1939-1945 avec étoile de bronze posée en pal. |